# Paris–Roubaix
Paris–Roubaix é uma prova de ciclismo de estrada que acontece em apenas um dia no norte da França, próximo a fronteira com a Bélgica. Desde o seu início em 1896 até 1967 ela tinha sua largada em Paris e sua chegada em Roubaix, daí a origem do seu nome. A partir de 1968 a cidade de largada foi alterada para Compiègne, a aproximadamente 60 km do centro de Paris, sendo mantida a cidade da chegada. Famosa pelo terreno difícil e seus trechos de paralelepípedos, ela faz parte da chamadas corridas clássicas do calendário europeu e distribui pontos para o ranking mundial da UCI. Ela é conhecida como Inferno do Norte, Um Domingo no Inferno, Rainha das Clássicas ou La Pascale. A prova acontece anualmente em meados de abril e é organizada pelo grupo de mídia Amaury Sport Organisation.
A Paris-Roubaix é uma das mais antigas corridas de ciclismo de estrada, com sua primeira edição acontecendo em 1896. Ela é conhecida por possuir vários trechos em que a estrada é pavimentada com paralelepípedos, sendo considerada uma das clássicas de paralelepípedo juntamente com a Ronde van Vlaanderen e Gent-Wevelgem. Em virtude do tipo de calçamento, as bicicletas tem seus quadros e rodas desenvolvidas especialmente para esta prova e pneus furados ou problemas mecânicos são comuns, geralmente influenciando na definição dos competidores que poderão ou não vencer a prova.
Apesar de ser bem avaliada pela maioria das pessoas, ao longo dos tempos, vários grandes ciclistas consideravam a prova como uma brincadeira por causa de suas difíceis condições. A prova também tem diversas controvérsias, com muitos dos prováveis vencedores sendo desclassificados por diferentes motivos.
O percurso é mantido pelo Les Amis de Paris-Roubaix, um grupo de fans da prova formado em 1983. Os forçats du pavé mantém os trechos de paralelepípedo o mais seguro possível para os ciclistas, ao mesmo tempo que mantém a sua dificuldade.

## História

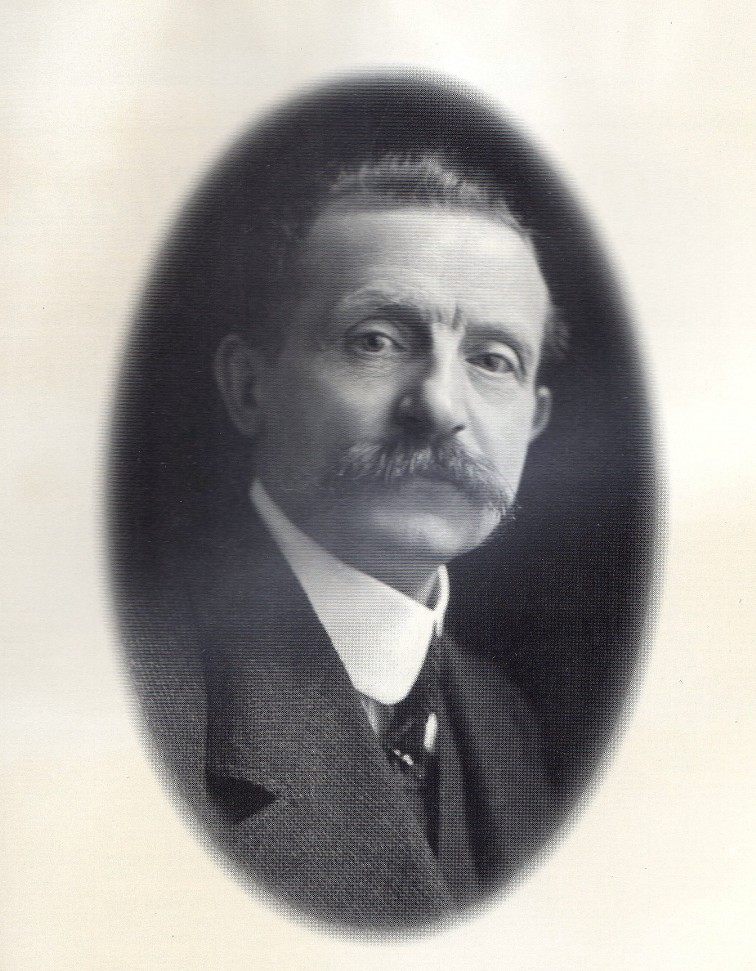
Théodore Vienne
Um dos idealizadores da Paris-Roubaix

A Paris-Roubaix é uma das mais antigas corridas do ciclismo de estrada profissional, com sua primeira edição ocorrendo em 1896 e que deixou de acontecer apenas durante a Primeira e Segunda Guerra Mundial. Ela foi criada por Théodore Vienne e Maurice Perez., que também estiveram envolvidos na construção de um velódromo na esquina da rua Verte e da rota d'Hempempont inaugurado em 9 de Junho de 1895.
Vienne e Perez organizaram várias disputas na pista, inclusive a primeira prova do velocista norte-americano Major Taylor na França, e então começaram a buscar novas ideias. Em fevereiro de 1896, eles imaginaram uma corrida de Paris até a pista construída por eles. No entanto, esta ideia apresentava dois problemas: o primeiro era que as maiores provas iniciavam ou terminavam em Paris e Roubaix seria considerado um destino muito provinciano e o segundo era que eles somente conseguiriam organizar o início ou o fim da prova, mas não os dois.
Eles então conversaram com Louis Minart, o editor do Le Vélo, o único diário esportivo da época. Minart se demonstrou entusiasmado, mas disse que a decisão sobre se o diário iria organizar a largada e providenciar publicidade caberia ao seu diretor, Paul Rousseau. Minart também teria sugerido uma abordagem indireta, pois eles recomedaram a corrida que estavam imaginando como uma preparação para outra. Eles escreveram:
Caro Sr. Rousseau, Bordeaux-Paris está se aproximando e este grande evento anual que tanto tem feito para promover o ciclismo nos deu uma ideia. O que o senhor acha de uma corrida-treino que precederia a Bordeaux-Paris em quatro semanas? A distância entre Paris e Roubaix é de aproximadamente 280 km, então ela seria uma brincadeira de criança para os futuros participantes da Bordeaux-Paris. A chegada seria no velódromo de Roubaix depois de várias voltas na pista. Todos teriam a certeza de uma recepção calorosa, uma vez que, a maioria dos nossos cidadãos nunca tiveram o privilégio de assistir o espetáculo de uma grande prova de estrada e nós acreditamos que Roubaix é realmente uma cidade hospitaleira. Como premiação, nós já subscrevemos um primeiro prêmio de 1.000 francos em nome do velódromo de Roubaix e nos comprometemos a estabelecer uma lista generosa de prêmios que será satisfatória para todos. Mas por enquanto, podemos contar com o patrocínio da Le Vélo e na sua ajuda para organizar a largada?
O primeiro prêmio representava sete meses do ganho de um mineiro da época.
Rousseau ficou entusiasmado e mandou seu editor de ciclismo, Victor Breyer,  definir uma rota. Breyer, que futuramente seria um dos organizadores do Tour de France, bem como integraria a Union Cycliste Internationale, viajou para Amiens em um Panhard guiado pelo seu colega, Paul Meyan. Na manhã seguinte Breyer continuou o trajeto de bicicleta. O vento soprou, a chuva caiu e a temperatura diminuiu. Breyer chegou a Roubaix imundo e exausto depois de um dia de viagem por estradas de paralelepípedos. Ele jurou que mandaria um telegrama para Minart convencendo-o a desistir da ideia, dizendo que era perigoso demais realizar uma corrida pelo caminho que ele acabara de percorrer. Porém, naquela noite, após uma refeição e alguns drinques com a equipe de Roubaix, ele mudou sua opinião.

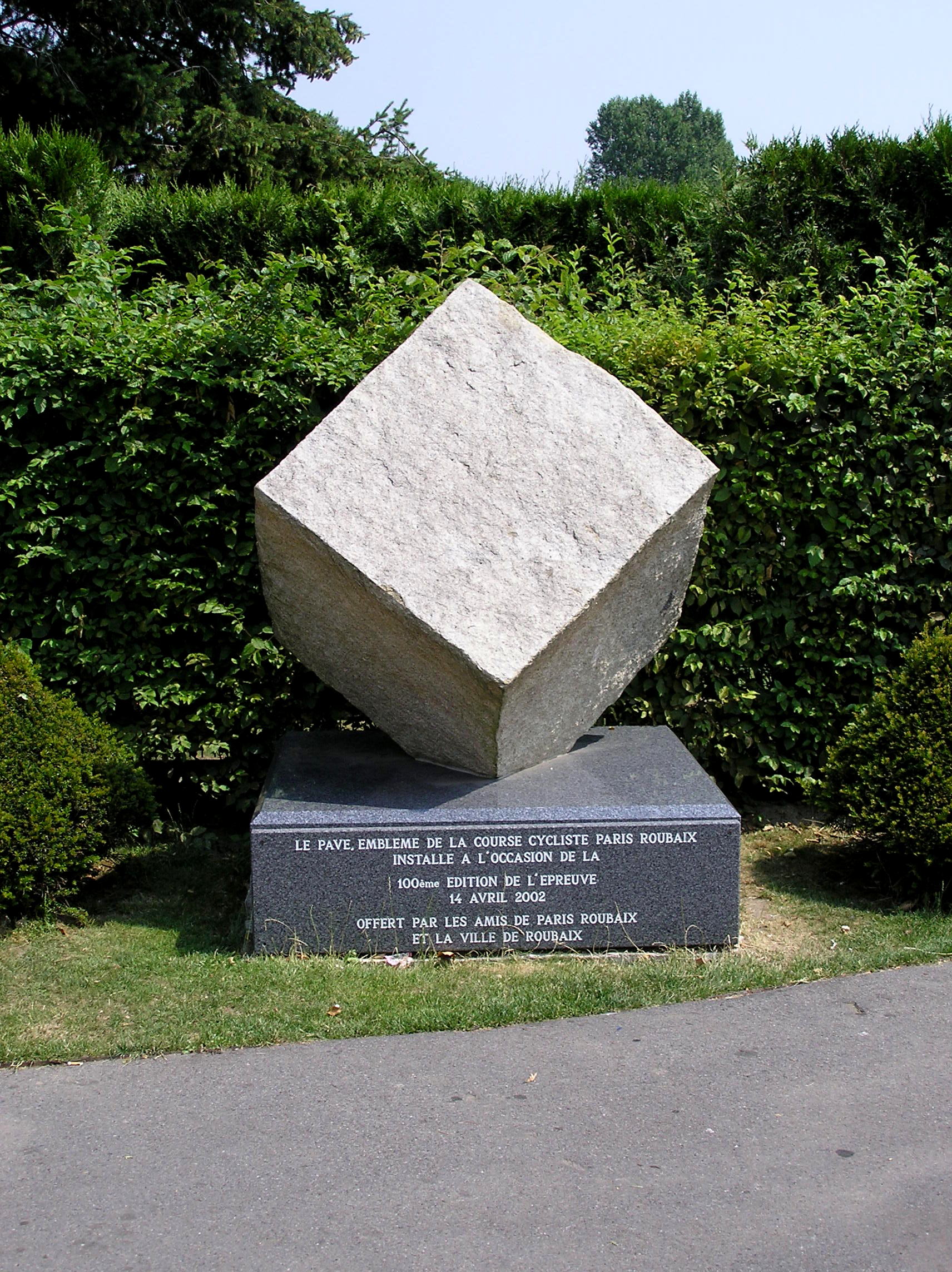
Pavé, símbolo da Paris-Roubaix,
Doado no 100º anniversário
pelo 'Les Amis de Paris-Roubaix'
e 'La Ville de Roubaix'

### O Mistério da Páscoa
Vienne e Perez marcaram sua prova para o domingo de Páscoa. A Igreja tinha objeções. Os competidores não teriam tempo para assistir à missa, enquanto os espectadores poderiam simplesmente ignorá-la. Folhetos foram distribuídos em Roubaix depreciando o evento. O que aconteceu a seguir é incerto. Diz a lenda que Vienne e Perez prometeram à igreja que uma missa seria celebrada para os atletas numa capela a 200 m da largada, na boulevard Maillot. Esta história é repetida por Pascal Sergent, o historiador da corrida, e por Pierre Chany, historiador do esporte em geral. Sergent vai além, afirmando que Victor Breyer, que ele diz que estava presente, teria dito que a missa foi cancelada porque 4 da manhã era cedo demais. Nenhuma menção à data da corrida foi mudada.
Entretanto, a primeira Paris-Roubaix, diz Sergent, aconteceu em 19 de abril de 1896. Mas o domingo de páscoa de 1896 caiu em 5 de abril. A primeira Paris-Roubaix num domingo de Páscoa teria acontecido somente no ano seguinte, 1897.

### A Primeira Edição

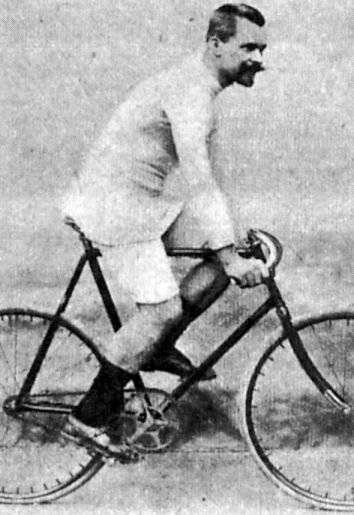
Josef Fischer ganhou a primeira edição da Paris-Roubaix.

Notícias sobre a viagem de Breyer até Roubaix podem ter se espalhado e metade dos ciclistas inscritos não compareceram à largada. Entre as desistências estava Henri Desgrange, um proeminente ciclista de pista que mais tarde organizaria o Tour de France. Entre os ciclistas que se alinharam para largada estava Maurice Garin, vencedor do primeiro Tour organizado por Desgrange, que era a esperança local, já que, no ano anterior em companhia de dois irmãos, ele havia aberto uma loja de bicicletas na boulevard de Paris.
Garin acabou por chegar em terceiro lugar, 15 minutos após Josef Fischer, até hoje o único alemão vencedor desta prova. Durante uma hora apenas quatro competidores finalizaram a prova. Garin teria chegado em segundo se não tivesse sido atrapalhado por uma queda envolvendo duas bicicletas tandem, uma delas guiada por seus passistas. Garin "terminou exausto e Dr. Butrille se sentiu obrigado a atender-lo, disse Sergent. Ele acabou ganhando no ano seguinte, derrotando o holandês Mathieu Cordang nos últimos dois quilometros do velódromo em Roubaix. Sergent disse:
Assim que os dois campeões apareceram, eles foram recebidos por um público em delírio e todos os seguiam aclamando os dois heróis. Era muito difícil reconhecê-los. Garin chegou primeiro, seguido pelo totalmente enlameado Cordang. De repente, para o assombro de todos, Cordang escorregou e caiu no piso de cimento do velódromo. Garin não podia acreditar na sua sorte. Até que Cordang voltasse a subir em sua bicicleta, Garin já havia se distanciado uns 100 m. Ainda restavam seis voltas. Dois miseráveis quilometros para alcançar Garin. O público prendeu a respiração enquanto assistia a essa incrível perseguição. A campainha tocou. Restava uma volta. 333 metros para Garin, que chegou a liderar por 30 m na Batave.
Uma vitória clássica estava ao seu alcance, mas ele quase podia sentir a respiração de seu adversário no seu pescoço. De alguma forma, Garin conseguiu manter sua liderança por dois metros, dois pequenos metros para uma vitória lendária. O público explodiu em uma ovação que uniu os dois homens. Garin estava exultante sob os aplausos de todos. Cordang derramou lágrimas de desapontamento.

### Inferno do Norte
A corrida costuma deixar seus participantes cobertos de lama e areia provenientes das estradas de paralelepípedos e cheia de sulcos existentes nesta região da França, que originalmente tinha como atividade a mineração de carvão. Entretanto, não é este o motivo pelo qual a prova ganhou o nome l'enfer du nord, ou Inferno do Norte. Este termo foi usado para descrever o caminho da prova após a Primeira Guerra Mundial. Organizadores e jornalistas deixaram Paris em 1919 buscando ver o quanto da rota havia sobrevivido a quatro anos de bombardeios e trincheiras da guerra. A Procycling, revista britânica de ciclismo, relatou:
Eles pouco sabiam sobre os efeitos permanentes da guerra. Nove milhões haviam morrido e a França perdeu mais do que qualquer outro. Mas, como em  outros lugares, as notícias eram escassas. Quem saberia se ainda existia uma estrada para Roubaix? Mais que isso, Roubaix ainda estava lá? O carro dos organizadores e jornalistas percorreu o caminho que aqueles primeiros competidores haviam passado e, no início, tudo aparentava estar bem. Havia destruição, pobreza e uma estranha ausência de homens. Mas a França havia sobrevivido. No entanto, ao se aproximarem do norte, o ar exalava um cheiro de ralo, esgotos e gado putrefato. As árvores estavam negras, queimadas, quando não haviam sido transformadas em tocos. Havia lama por toda a parte. Ninguém sabe quem primeiro a descreveu como 'inferno', mas não havia melhor maneira de se expressar. E foi assim que foi publicado nos jornais do dia seguinte: aquele pequeno grupo de pessoas havia visto o 'inferno do norte'.
As palavras no L'Auto foram:
Nós entramos no centro do campo de batalha. Não havia uma árvore, tudo foi derrubado! Não havia um metro quadrado sequer que não tivesse sido revirado. Havia um buraco de bombardeio atrás do outro. As únicas coisas que ainda estavam de pé nesta terra revirada eram as cruzes com suas fitas em azul, branco e vermelho. É o inferno! 
| “ | Não era uma corrida. Foi uma peregrinação. - Henri Pélissier, falando da sua vitória em 1919. | ” |

### História dos paralelepípedos
A busca por paralelepípedos é relativamente recente. Ela começou concomitantemente na Paris-Roubaix e na Ronde van Vlaanderen, quando foi percebido que as melhorias generalizadas nas estradas após a Segunda Guerra Mundial trariam mudanças no estilo das duas provas. Até então, a prova acontecia por estradas de paralelepípedos não porque eles simplesmente queriam, mas porque era como as estradas eram realmente construídas. André Mahé, que vencedor da edição de 1948, disse:
Após a guerra, claro, todas as estradas eram ruins. Havia paralelepípedos desde o momento em que se deixava Paris, ou Senlis, onde a prova se iniciava naquela época. Havia trechos de estrada recuperada e frequentemente havia um caminho para bicicleta ou uma calçada pavimentada e às vezes curtos trechos de algo mais suave. Mas você nunca sabia onde era melhor de andar e ficava sempre alternando. Você podia pular com sua bicicleta para um local com pavimento, mas isso ficava cada vez mais dificil a medida que você se cansava. Então você subia a roda dianteira, mas não a traseira. Isso aconteceu comigo. E então você se estatelava no chão e, naturalmente, podia derrubar outros ciclistas. Ou eram eles que caiam e te derrubavam. E o caminho para a bicicleta eram frequentemente apenas cinzas compactadas, que ficavam macias na chuva e que após a passagem de tantos ciclistas acabava causando atolamento ou perda de equilíbrio. E deste modo ficávamos cobertos de pó de carvão ou outra porcaria. Não, tudo está mudado agora, e não podemos comparar aquela época e a atual.
A chegada da televisão ao vivo, impeliu os prefeitos das cidades ao longo do caminho que repavimentassem suas estradas de paralelepípedos por receio de que o resto da França os visse como atrasados e que não investiam na região. Alvert Bouvet, o organizador disse: "Se as coisas não mudarem, logo ela será chamada de Paris-Valenciennes", em referência a uma corrida plana em boas estradas que geralmente termina numa chegada de sprint em massa. L'Équipe disse: "Os competidores não merecem isso." Seu editor, Jacques Goddet, chamou a Paris-Roubaix de "última grande loucura do ciclismo." Bouvet e Jean-Claude Vallaeys formaram os Les Amis de Paris-Roubaix (veja abaixo). Seu presidente, Alain Bernard, persuadiu entusiastas a procurar, e algumas vezes manter, caminhos de paralelepípedos ainda não repavimentados. Ele disse:
| “ | Até a guerra, a Paris-Roubaix acontecia toda em routes nationales. Mas muitas delas eram de paralelepípedos, o que era o espírito da prova, e os competidores tentavam pedalar nos caminhos de bicicleta, quando havia algum. Então a Paris Roubaix sempre foi em pavé, porque era de pavé que as estradas eram construídas. Então em 1967 as coisas começaram a mudar. Havia menos pavé que antes e a partir de 1967 o percurso começou a mudar para o leste para usar as estradas de paralelepípedos que ainda lá existiam. E então aqueles paralelepípedos também começaram a desaparecer e nós tememos que as previsões de Bouvet se realizariam. Foi aí que nos começamos a procurar por velhos caminhos ou estradas abandonadas que não existiam nos nossos mapas. Nos anos 1970, era só a prova passar por uma vila que o prefeito mandava repavimentar a estrada. Perre Mauroy, quando prefeito de Lille, disse que não queria ter nada com a corrida e que ele não faria nada para ajudá-la. Poucos anos depois, não havia quase nenhuma vila ou área que queria algo conosco. Se a Paris-Roubaix vinha a seu encontro, eles sentiam-se envergonhados por expormos suas estradas ruins. Eles saiam e cobriam suas estradas, faziam o possível para nos atrapalhar. Hoje eles não nos deixam em paz. Prefeitos me ligam dizendo que encontraram um novo trecho de paralelepípedo e perguntam se não queremos usá-lo. | ” |

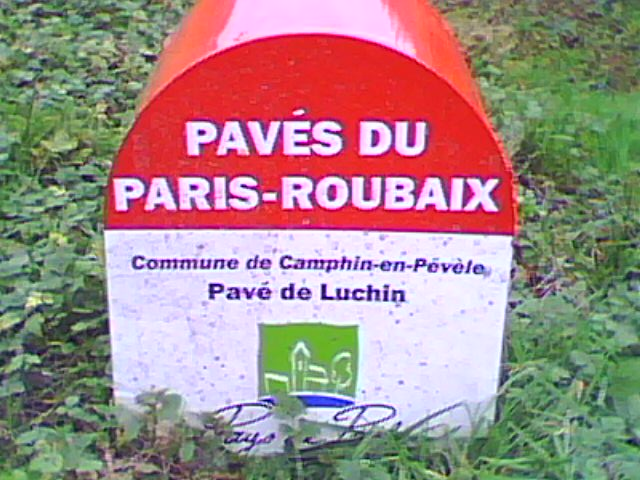
Marcação comemorativa para o Pavé de Luchin no Carrefour de l'Arbre

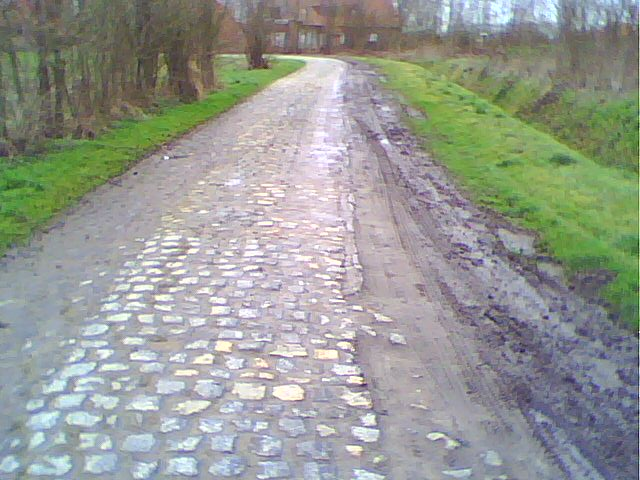
A primeira seção de pavé no Carrefour de l'Arbre

O Carrefour de l'Arbre, um dos trechos de paralelepípedos mais importantes foi encontrado por Alain Bernard quando, num passeio de domingo, deixou a estrada principal para explorar o que existia em um determinado trecho e acabou por descobrir o último trecho de paralelepípedo antes da chegada. Era um local ermo com apenas um bar. Bernard disse:
| “ | "Até então, o bar ('Cafe de l'Arbre) abria durante apenas um dia do ano. Na França um bar deve abrir pelo menos um dia no ano para para manter sua licença de funcionamento. Era só o que ele fazia, pois ficava no meio do nada e ninguém ia lá tomar um drinque sequer. Com a fama trazida pela corrida, ele agora também é um restaurante e fica aberto durante todo o ano." | ” |

Os Amis de Paris-Roubaix gastam entre €10.000 a 15.000 por ano restaurando e reconstruindo trechos de paralelepípedo. Os Amis fornecem a areia e outros materiais e os reparos são feitos como treinamento por estudantes de escolas de hoticultura de Dunkirk, Lomme, Raismes e Douai. Cada seção custa entre €4-6,000, rateados igualmente entre os Amis, organizadores e a comunidade local. Bernard disse:
| “ | "O problema agora é que os belgas vem assistir a prova e levam para casa um paralelepípedo da estrada como souvenir. Eles chegam a levar as marcações de quilometragem das estradas. É realmente uma dor de cabeça. Mas eu estou confiante que agora a Paris-Roubaix está a salvo, e sempre existirá como a corrida que sempre foi até agora." | ” |

### Pontos estratégicos das corridas históricas
Os pontos estratégicos que podiam definir os vencedores ou perdedores nas edições históricas desta prova incluíam Doullens Hill, Arras, Carvin e a Wattignies bend. Vários trechos de paralelepípedo foram excluídos da prova. Alguns se deterioraram de tal forma que não proviam mais segurança para os competidores ou permitiam sua restauração. Outros foram repavimentados e perderam sua significância para a competição. Outras seções foram retiradas à medida que a prova rumou para o leste.

### Passistas
Nas edições antigas, os ciclistas competiam correndo atrás de passistas, como muitas outras competições da época. Passistas tinham a função de marcar o ritmo para o competidor e inicialmente eram outros ciclistas em bicicletas tandem ou normal. A partir de 1898 foi permitido que carros e motocicletas também participassem como passistas. O historiador Fer Schroeders disse:
Em 1898, A permissão para abrir a estrada para os competidores foi concedida até para carros e motocicletas. Em 1900, a corrida estava por um fio, com apenas 19 ciclistas na largada. No ano seguinte, os organizadores decidiram que os competidores poderiam ser auxiliados apenas por passistas em bicicletas, até que em 1910 toda ajuda dos passistas foi extinta. Esta opção aumentou o interesse pela Paris-Roubaix, retirando-a do segundo plano e colocando-a à frente da prestigiada Bordeaux-Paris.

## Percurso

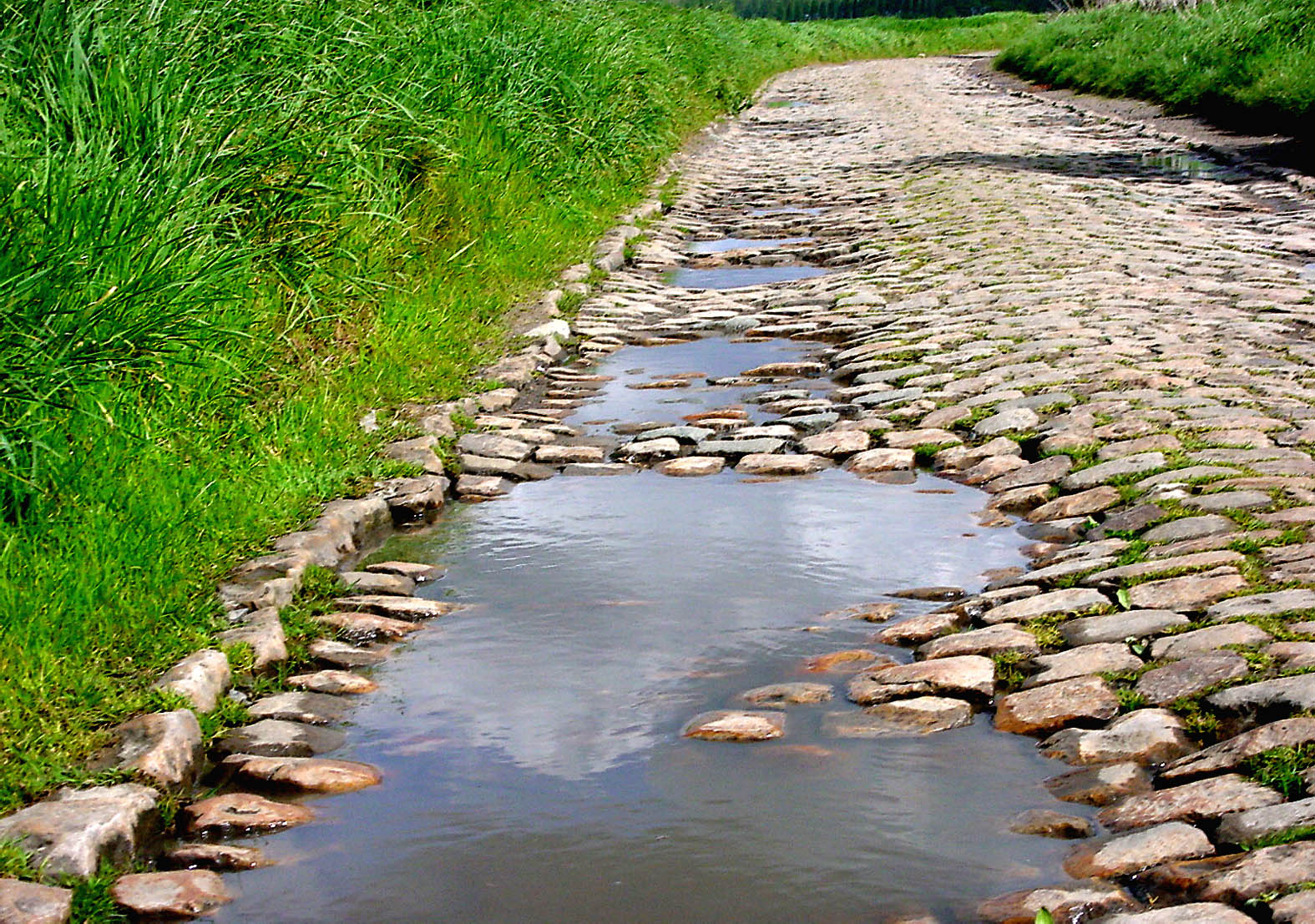
Estrada de paralelepípedo próximo a Lille

Originalmente a corrida acontecia entre Paris e Roubaix, mas em 1966 a largada foi alterada para Chantilly, 50 km ao norte, e em 1977 para Compiègne, 80 km ao norte.
A partir de Compiègne ela segue uma rota sinuosa de 260 km até Roubaix, alcançando o primeiro trecho de paralelepípedo após 100 km de prova. Durante os últimos 150 km, os trechos de paralelepípedos totalizam mais de 50 km. A corrida atinge o ápice nos 750 m do suave concreto do extenso velódromo ao ar livre de Roubaix. O caminho exato muda a cada ano, à medida que os trechos de paralelepípedos são repavimentados e os organizadores procuram outros trechos para manter a característica da prova. Em 2005, por exemplo, a corrida incluiu 54,7 km de paralelepípedos.

### A Largada
A largada da corrida já aconteceu em diversos locais:
| - 1896–1897 Porte Maillot, Paris - 1898–1899: Chatou - 1900: Saint-Germain - 1901: Porte Maillot, Paris - 1902–1913: Chatou - 1914: Suresnes - 1919–1928: Suresnes | - 1929–1937: Porte Maillot, Paris - 1938: Argenteuil - 1939: Porte Maillot, Paris - 1943–1965: Saint-Denis - 1966–1976: Chantilly - 1977–hoje: Compiègne |

A prova normalmente tem uma largada controlada (départ fictif), com a organização controlando o ritmo do pelotão. A largada real (départ réel) acontece em movimento depois que um pequeno trecho já foi percorrido. A largada real já foi:
| - 1896–1897: Porte Maillot - 1898–1899: Chatou - 1900: Saint-Germain - 1901: Porte Maillot - 1902–1913: Chatou - 1914: Suresnes | - 1919: Suresnes - 1920–1922: Chatou - 1923–1929: Le Vésinet - 1930–1938: Argenteuil - 1939: Le Vésinet |

### 28 trechos de paralelepípedo
O organizador, Jean-François Pescheux, pontua os trechos de paralelepípelo considerando a distância, irregularidades, condição geral e localização na prova.
Em 2008, havia 28 trechos de paralelepípedo, sendo três deles avaliados como dificuldade máxima. Além do Trouée d'Arenberg, os trechos difíceis incluíam os 3000 m do Mons-en-Pévèle (na altura do quilômetro 213) e os 2100 m do Carrefour de l'Arbre (na altura do quilômetro 244), este último geralmente decisivo nos quilômetros finais da prova. Os 28 trechos são:
| N.º | Nome da Secção                                      | Quilômetro | Comprimento (em m) | Categoria                     |
| --- | --------------------------------------------------- | ---------- | ------------------ | ----------------------------- |
| 28  | Troisvilles até Inchy                               | 98         | 2200               | * · * · *                     |
| 27  | Viesly até Quiévy                                   | 104        | 1800               | * · * · *                     |
| 26  | Quievy até Saint Python                             | 106,5      | 3700               | * · * · * · *                 |
| 25  | Saint-Python                                        | 111,5      | 1500               | * · *                         |
| 24  | Vertain até Saint-Martin-sur-Écaillon               | 119        | 2000               | * · * · *                     |
| 23  | Capelle-sur-Ecaillon - Le Buat                      | 126        | 1700               | * · * · *                     |
| 22  | Verchain-Maugré - Quérénaing                        | 138        | 1600               | * · * · *                     |
| 21  | Quérénaing - Maing                                  | 141        | 2500               | * · * · *                     |
| 20  | Maing - Monchaux-sur-Écaillon                       | 144        | 1600               | * · * · *                     |
| 19  | Haveluy                                             | 155,5      | 2500               | * · * · * · *                 |
| 18  | Trouée d'Arenberg                                   | 163,5      | 2400               | * · * · * · * · *             |
| 17  | Wallers - Hélesmes                                  | 170        | 1600               | * · * · * · *                 |
| 16  | Hornaing - Wandignies-Hamage                        | 176,5      | 3700               | * · * · *                     |
| 15  | Warlaing - Brillon                                  | 184        | 2400               | * · * · *                     |
| 14  | Tilloy-lez-Marchiennes - Sars-et-Rosières           | 187,5      | 2400               | * · * · *                     |
| 13  | Beuvry-la-Forêt - Orchies                           | 194        | 1400               | * · * · *                     |
| 12  | Orchies                                             | 199        | 1700               | * · * · *                     |
| 11  | Auchy-lez-Orchies - Bersée                          | 205        | 1200               | * · *                         |
| 10  | Mons-en-Pévèle                                      | 210,5      | 3000               | * · * · * · * · *             |
| 9   | Mérignies – Pont-à-Marcq                            | 216,5      | 700                | * · *                         |
| 8   | Pont Thibaut até Ennevelin                          | 219,5      | 1400               | * · * · *                     |
| 7   | Templeuve l'Epinette Templeuve Le Moulin de Vertain | 225 225,5  | 200 500            | * · * · *                     |
| 6   | Cysoing - Bourghelles Bourghelles - Wannehain       | 232 234,5  | 1300 1100          | * · * · * · * · * · * · * · * |
| 5   | Camphin-en-Pévèle                                   | 239        | 1800               | * · * · * · *                 |
| 4   | Le Carrefour de l'Arbre                             | 242        | 2100               | * · * · * · * · *             |
| 3   | Gruson                                              | 244        | 1100               | * · *                         |
| 2   | Hem                                                 | 251        | 1400               | *                             |
| 1   | Roubaix 'Espace Charles Crupelandt'                 | 257,5      | 300                | *                             |

### 28 - Troisvilles até Inchy
Comprimento - 2.200m
Utilizado pela primeira vez em 1987, é o maior de todos os trechos de paralelepípedo a 136m. Memorial Jean Stablinski à direita. A seção desce 900 metros em dois por cento. Os alunos do Lycée Professionnel Horticole de Raismes instalaram uma cobertura em novembro de 2007 para evitar a lama. A seção sobe suavemente para os próximos 900 metros ao planalto a 121 metros. Este ponto é muitas vezes difícil devido à lama. A curva de ângulo reto rumo a Inchy é dificultada pela lama. A estrada, em seguida, cai em 3,2 por cento para 400 metros.
Classificação: . O paralelepípedo está em muito bom estado, exceto no final. A segunda parte, depois da estrada principal, é sempre enlameada.

### 27 - Viesly (rue de la chapelle) até Quievy
Comprimento - 1.800m.
Utilizado pela primeira vez em 1973. Esta seção é ligeiramente descendente, caindo de 120m a 100m uniformemente. É quase totalmente limpa, embora em algumas partes lamacentas.

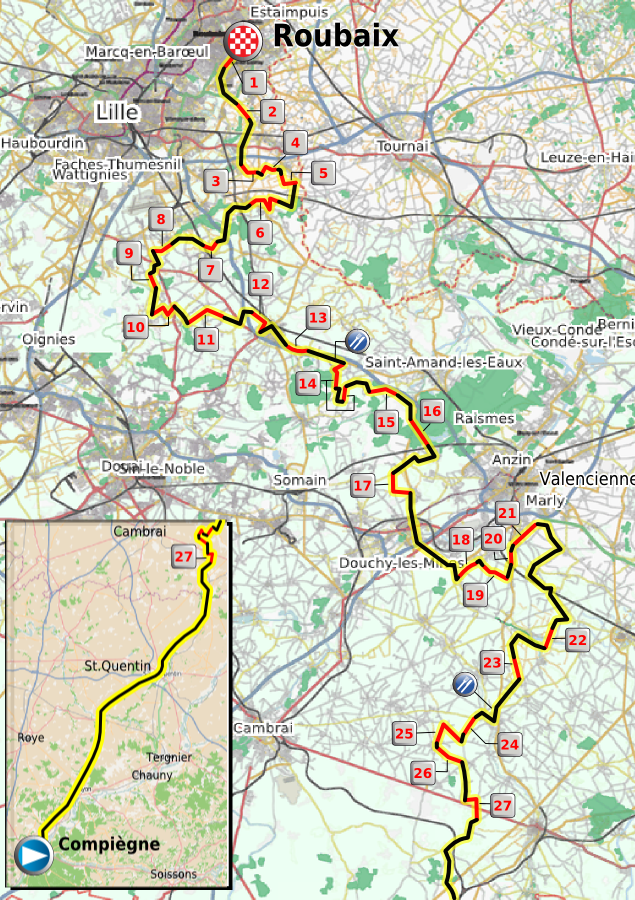

Classificação: . Em boas condições.

### 26 - Quievy até Saint Python
Comprimento - 3,700m
Utilizado pela primeira vez em 1973. Esta secção atravessa duas estradas regionais, D113b e D134. Esta e a secção de Hornaing para Wandignies-Hamage são as mais longas. Ela aumenta de 95 a 117m. Começa com uma leve queda, continua com uma ligeira subida sobre 600m e, em seguida, uma secção quase totalmente plana. Depois de uma reta, existe uma curva de 90 graus à direita que leva a um trecho de 2 km morro acima que causa desgaste aos competidores.
Classificação: . Muito bom estado. O conselho regional restaurou o paralelepípedo do fim da seção em 2007. A bela fazenda de Fontaine au Tertre está à esquerda no final do trecho.

### 25 - Saint-Python
Comprimento - 1.500m
Utilizado pela primeira vez em 1973. Começa em 104m e termina em 82m. A estrada é quase reta, começando com 500 metros planos, em seguida, uma descida de 1 km para Saint-Python.
Classificação: . Em boas condições, mas lamacento no início.

### 24 - Vertain até Saint-Martin-sur-Écaillon
Comprimento - 1.900m plus 100m from which the tar has been removed.
Utilizado pela primeira vez em 1985. Ela desce de 105 para 89 m em uma linha quase reta após uma pequena curva à esquerda no meio.
Classificação: 

### 23 - Capelle sur Ecaillon até Buat
Comprimento - 1.700m.
Utilizado pela primeira vez em 2005. Sobe de 91 a 102m em uma linha quase reta. Começa com uma queda de quatro por cento acima por mais de 700m e, em seguida, sobe de 66m a 400m em sete por cento, seguido por uma lenta subida de dois por cento por 500m. É a parte mais íngreme do curso, guiada por especialistas com um anel de 46 dentes.
Classificação: . Muito bom estado, mas com faixas de vegetação à direita durante a descida.

### 22 - Verchain-Maugré até Quérénaing
Comprimento - 1.600m.
Utilizado pela primeira vez possivelmente em 1974 . Praticamente plana - de 80m até 78m, praticamente reta, subindo um pouco e depois descendo mais suavemente por mais tempo.
Classificação: . Em boas condições, exceto por alguns buracos.

### 21 - Quérénaing até Maing
Comprimento - 2.500m
Utilizado pela primeira vez em 1996 e a partir de então sempre no mesmo sentido. A estrada é a D59, descendo de 85m para 40m em uma linha reta. Começa com uma descida suave para 72m por 400m, seguida de um trecho rápido de 400m. Em seguida, vem um trecho plano seguido de uma longa descida de 2,5 a 3,8 por cento.
Classificação: . Em boas condições, com uma parte lamacenta.

### 20 - Maing até Monchaux sur Ecaillon
Comprimento - 1.600m.
Utilizado pela primeira vez em 2001. A estrada é a D88, subindo de 47 até 50m em uma linha quase reta. Começa com um trecho de velocidade de 1.000m, seguido de uma descida por 600m.
Classificação: . Difícil no começo, com grandes buracos, e depois em excelentes condições.

### 19 - Wallers Haveluy
Comprimento - 2.500m.
Utilizado pela primeira vez em 2001 e desde então. Esta é a seção Bernard Hinault, nomeada em sua presença em 28 de março de 2005 pela prefeitura. A seção é às vezes usada pela Quatre Jours de Dunkerque. Começa em 31 m e termina em 34 m. Inicia com uma subida suave e conclui com uma descida também suave.
Classificação: .
Eles são descritos como média condição, mas com muita lama. A segunda metade é mais difícil.

### 18 - Trouée d'Arenberg

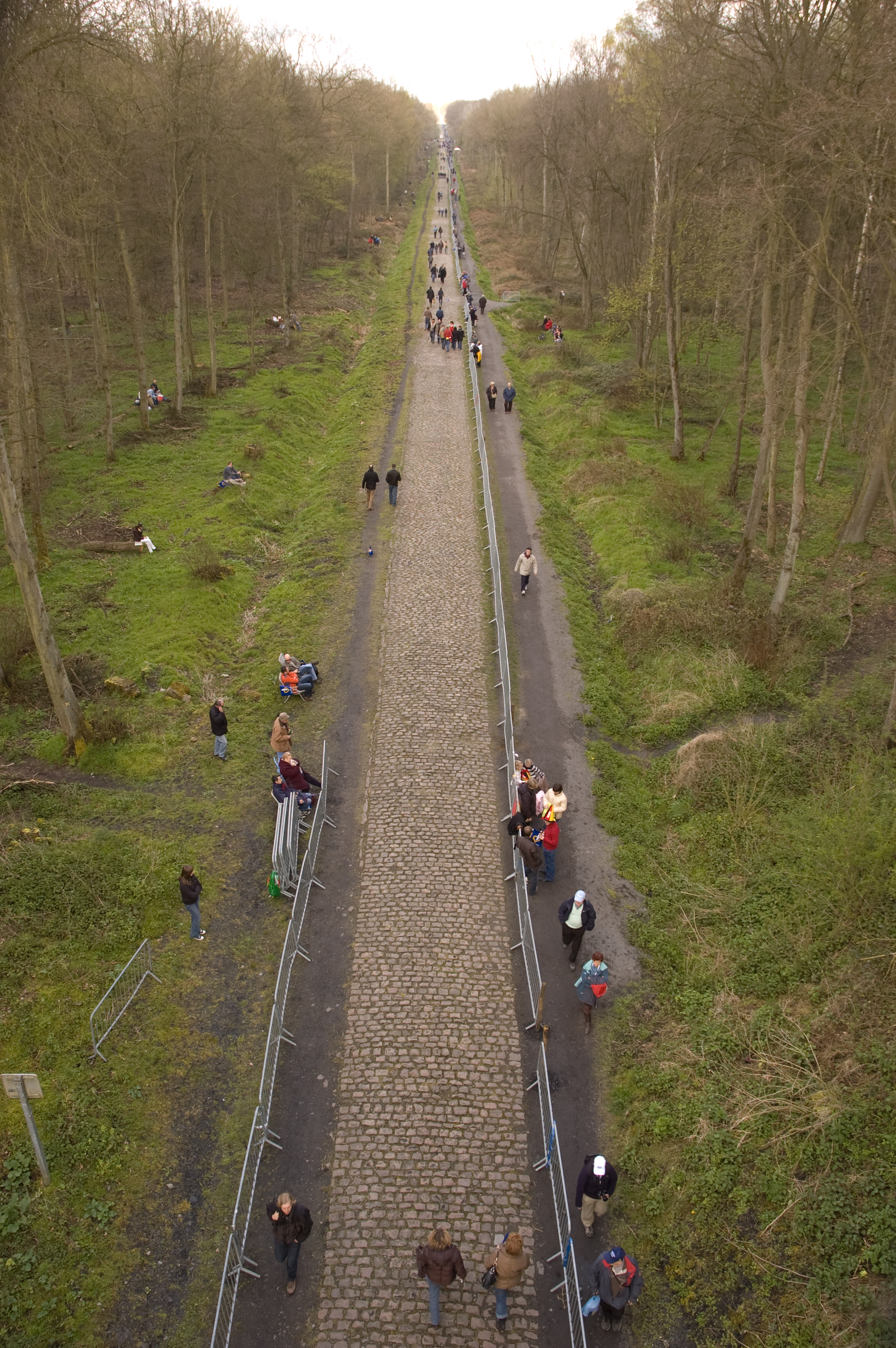
Trouee d'Arenberg - Paris-Roubaix de 2008.

A Trouée d'Arenberg, Tranchée d'Arenberg, (Trincheira de Arenberg), Trouee de Wallers Arenberg, tornou-se o símbolo da Paris-Roubaix. Oficialmente, 'La Drève des Boules d'Herin', os 2400m de paralelepípedo foram colocados no tempo de Napoleão através da Raismes Forest-Saint-Amand-Wallers, próximo a Wallers e Valenciennes. (50° 23′ 56″ N, 3° 24′ 45″ L) A estrada foi proposta para a Paris-Roubaix pelo ex-profissional Jean Stablinski, que trabalhou na mina sob a floresta de Arenberg. A mina foi fechada em 1990 e a passagem está agora preservada. Embora a quase 100 km de Roubaix, o setor costuma provar-se decisivo e como Stablinski disse,
| “ | Paris-Roubaix não é vencida em Arenberg, mas de lá o grupo dos vencedores é selecionado. | ” |

 Há um memorial para ele em uma das extremidades da estrada.
Introduzida em 1968, a passagem foi fechada de 1974 a 1983 pelo Office National des Fôrets. Até 1998 a entrada para o pavé de Arenberg era ligeiramente inclinada, levando a um sprint por uma melhor posição. A rota foi invertida em 1999 para reduzir a velocidade. Isso foi resultado do acidente de Johan Museeuw em 1998, quando líder da Copa do Mundo, que quase lhe custou a perna por gangrena. Em 2005, a Trouée d'Arenberg foi deixada de fora, os organizadores disseram que as condições tinham se deteriorado para além dos limites de segurança. As minas abandonadas fizeram alguns trechos cederem.
Os conselhos regional e local gastaram 250 mil euros para adicionar 50 cm para restaurar a largura inicial de três metros e a corrida voltou a usá-la. O ciclista italiano Filippo Pozzato disse depois de experimentar a estrada reparada:
É a verdadeira definição do inferno. É muito perigosa, especialmente no primeiro quilômetro quando entramos a mais de 60km/h. É inacreditável. A bicicleta vai em todas as direções. Será um verdadeiro espetáculo mas eu não sei se é realmente necessário nos obrigar a isso.
Em 2001, o ciclista francês Philippe Gaumont quebrou o fêmur após cair no início da Trouée quando liderava o pelotão. Ele disse:
O que eu passei, só eu vou saber. Meu joelho virou completamente para a direita, formando uma bola de sangue na minha perna e no osso que quebrou, sem ser capaz de mover o meu corpo. E a dor, uma dor que eu não desejo a ninguém. O cirurgião colocou um grande apoio [un gros matériel] na minha perna, porque os ossos haviam se movido muito. Quebrar um fêmur é sempre grave por si mesmo, mas uma fratura exposta em um atleta de alto nível nitidamente rasga os músculos. Aos 180 batimentos por minuto [do coração], há uma quantidade colossal de sangue sendo bombeado, o que significa que a minha perna estava cheia de sangue. Estou grato pelo fato de a artéria ter permanecido intacta.
Gaumont passou um mês e meio na cama, incapaz de se mover, e teve uma placa de 40 milímetros fixada logo acima do joelho e um pino de 12 milímetros na cabeça do fêmur.
Comprimento - 2.400m.
Utilizado pela primeira vez em 1968. Uma estrada reta através da floresta domaniale de Raismes/Saint-Amand/Wallers, descendo suavemente primeiro e depois subindo. A estrada está em 25m no início e em 19m no fim.
Classificação: . A pista é extremamente difícil de subir por causa de sua irregularidade. Então muitos fãs levam consigo paralelepídedos como souvenirs e a Amis de Paris-Roubaix está tendo que substituí-los.

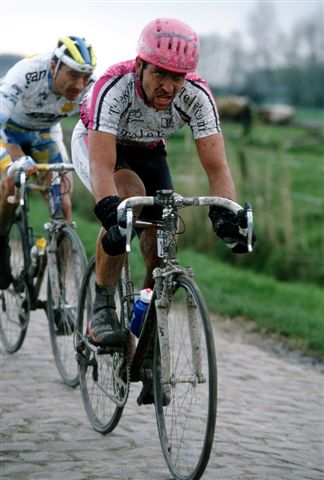
Uwe Raab na edição de 1995 da Paris-Roubaix

### 17 - Wallers pont Gibus até Hélesmes
Comprimento - 1.600m.
Utilizado pela primeira vez em 1974 em substituição a Trouée. É simples e nivelada. O início é difícil, a estrada ruiu parcialmente e as pedras são irregulares. O setor não será mais utilizado em 2009.
Classificação: 

### 16 - Hornaing até Wandignies-Hamage
Comprimento - 3.700m.
Utilizado pela primeira vez em 1983. Em 1988 foi usado em todo o seu comprimento. A última extensão de
2.900 metros foi usada para a Tour de France em 2004. A estrada é a D130. Ela desce de 23 para 17m em forma de L. É plana, começando com 800m um linha reta, seguidos de followed by a turn até the right near two châteaux, then a straight line of 2,900m towards Wandignies-Hamage.
Classificação: . Em boas condições.

### 15 - Warlaing até Brillon
Comprimento - 2.400m.
Utilizado pela primeira vez em 1983. A estrada é a D81, em 17m em cada extremidade, em forma de L. Primeiros 400m retos, então uma curva para a direita seguida de uma reta de 2 km.
Classificação: . Em boa condição no começo, mas depois com seções alagadas.

### 14 - Tilloy-lez-Marchiennes até Sars-et-Rosières
Comprimento - 2.400m.
Utilizado pela primeira vez em 1980 mas somente nos primeiros 1.400m. Usada com seu comprimento inteiro desde 1982. Uma seção em L da D158b com duas curvas de 90 graus à direta e uma curva de 90 graus à esquerda. Inicia a 18m e termina a 19m.
Classificação: . Em bom estado e com manutenção periódica. Às vezes enlameada por causa dos tratores.

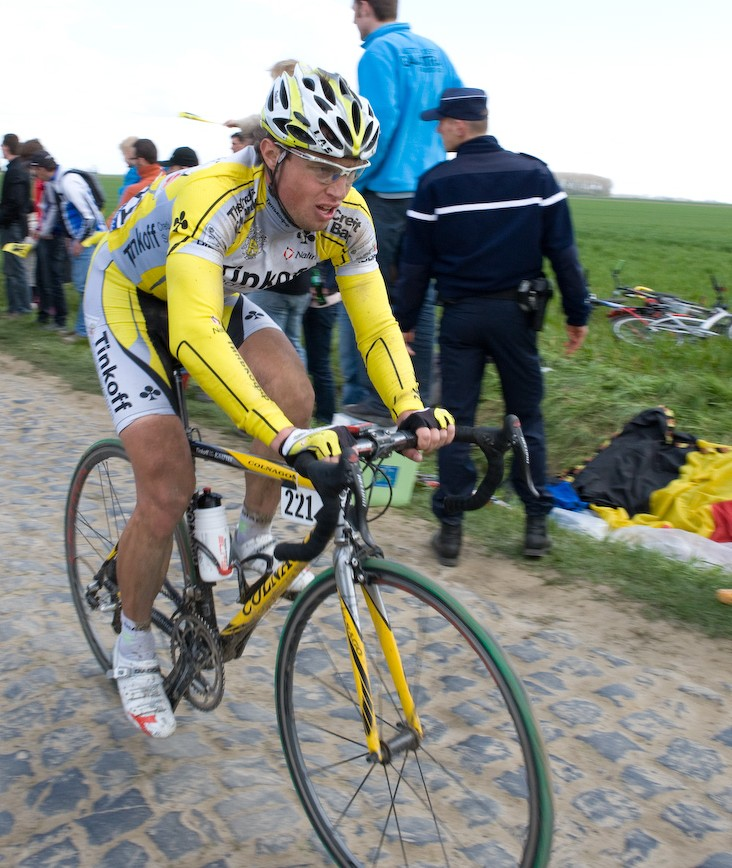
Michail Ignatiev, Paris-Roubaix, 2008

### 13 - Beuvry-la-Forêt até Orchies
Comprimento - 1.400m.
Utilizado pela primeira vez em 2007. A seção foi restaurada para a corrida, 700m de paralelepípedos foram adicionados aos 700 já existentes. A seção foi nomeada após Marc Madiot em 2007. Ela sobe suavemente na primeira metade depois é plana.
Classificação: . Em uma condição correta, embora a superfície é descrita como "caótico" na primeira parte.

### 12 - Orchies, chemin des Prières, and chemin des Abattoirs
Comprimento - 1700m.
Utilizado pela primeira vez em 1980. Os últimos 600 metros foram usados no sentido oposto na primeira vez, em 1977. A seção é em forma de L, os primeiros 1.100m planos e os últimos 600 em uma subida suave.
Classificação: . Em um bom estado, bastante enlameado num primeiro momento, deslocado nos últimos 600m.

### 11 - Auchy-lez-Orchies até Bersee
Comprimento - 1.200m.
Utilizado pela primeira vez em 1980. A segunda seção, Nouveau Monde, foi desprezada em 2007 e 2008 devido às pobres condições da pista, mas parte dessa seção tem sido reparada e irá retornar à corrida em 2009. O setor sobre de 40 para 54m. É quase plano em forma de semicírculo.
Classificação: . Em bom estado, apesar de irregular e difícil na segunda metade.

### 10 - Mons-en-Pévèle
Mons-en-Pévèle, (50° 29′ 31″ N, 3° 07′ 05″ L), é a décima secção de pavé antes do fim. Seus 3.000m são classificados com o mais difícil nível de dificuldade, cinco estrelas. Está na municipalidade de Mons-en-Pévèle. É um dos setores chaves, um dos mais duros, e dentro dos 50 km finais. Tem sido usado todos os anos desde 1978, exceto em 2001. Em 1997, 2000, 2002 e 2003, somente os primeiros 1.100m foram usados.
Em 2008, a arremetida de Stijn Devolder neste setor contribuiu para a vitória de Tom Boonen, seu companheiro de equipe Quick Step.
No geral, é uma subida de 3.000m de 53m no início para 63m no fim. Começa com uma descida de 300m de dois por cento para a Ruisseau La Petite Marque em 47m. Seguem-se 800m que sobem 3m. Uma curva à direta de 90 graus para a rue du Blocus dá início a uma reta de 800m que desce 2m e leva a uma difícil e lamacenta curva de 90 graus à esquerda para a ruelle Flamande. Os 1.100m finais da ruelle Flamande e Chemin de Randonnée Pédèstre sobem 16m até Mérignies.
Comprimento - 3.000m
Usada pela primeira vez em 1978. Começa em 53m e termina em 63m. Os primeiros 300m descem dois por cento. Então uma curva à direita de 90 graus, 800 metros de estrada plana, uma curva difícil e lamacenta de 90 graus à esquerda e 1.100m de subida suave.
Classificação: . Condição correta para os primeiros 1.100 m, então piora, seguindo-se 1.100 m sobre o qual a lama desce dos campos.

### 9 - Mérignies até Pont à Marcq
Comprimento - 700m.
Utilizado pela primeira vez em 1981. A estrada é a rue de la Rosée. Ela sobe de 35 para 37m, quase em linha reta.
Classificação: . Boa condição.

### 8 - Pont Thibaut até Ennevelin
Comprimento - 1.400m.
Utilizado pela primeira vez em 1978. Um duplo L plano com curvas de 90 graus à esquerda.
Classificação: . Boa condição mas lamacento nos primeiros 1.100 m, e difícil no fim, mas há uma intervenção prevista, no sentido de melhorá-lo.

### 7 - Templeuve - Le Moulin de Vertain
- 7 (parte um) Templeuve "L"

Comprimento - 200m.
Utilizado pela primeira vez em 1992. Uma linha reta subindo dois metros.
Classificação: . Má no começo, e depois boa.
- 7 (parte dois) Templeuve Le Moulin de Vertain :

Comprimento - 500m.
Utilizado pela primeira vez em 2002. Esta seção, coberta por terra, foi escavada para a centésima corrida. Ela desce de 38m a 33m em uma linha reta.
Classificação: . Trecho pequeno, mas com pista difícil de lidar.

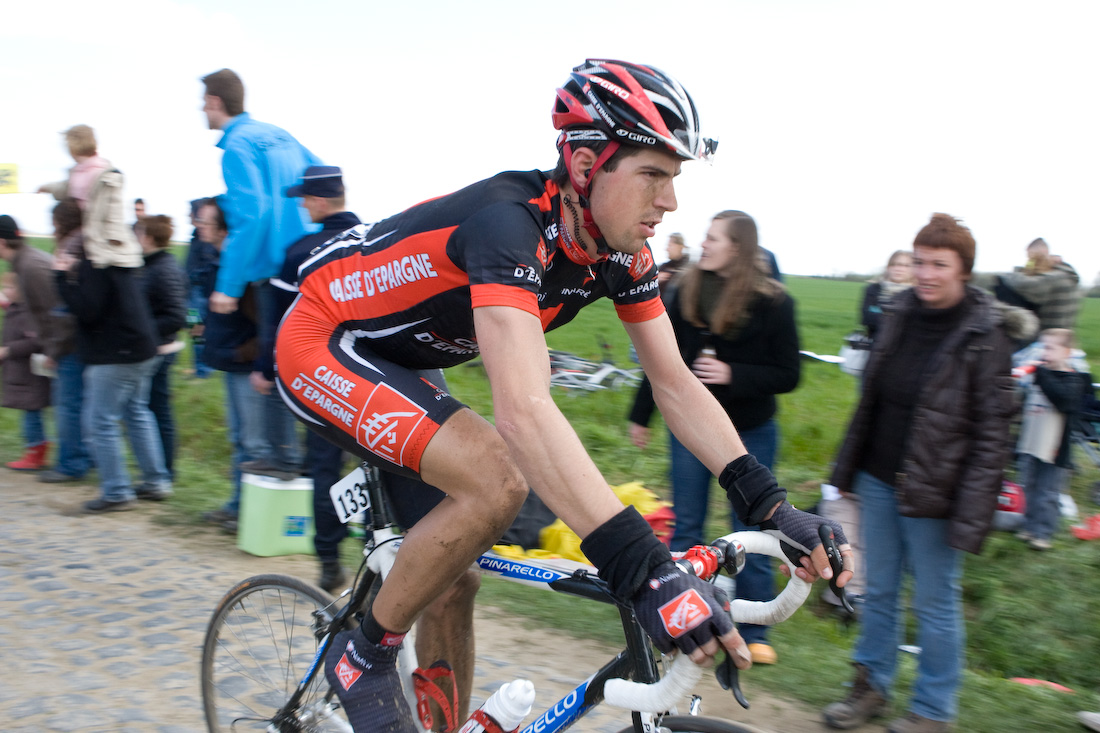
Imanol Erviti, 2008

### 6 - Cysoing até Bourghelles até Wannehain
- (parte um) - Cysoing até Bourghelles

Comprimento - 1.400m.
Utilizado pela primeira vez em 1981. Desde 2006 inclui os 300 metros que levam a Bourghelles. Conhecida como a seção Duclos-Lassalle, é nivelada e em forma de L, subindo gradativamente, descendo, subindo e então descendo novamente até terminar em sua altitude original: 44m.
Classificação: . Em boas condições nos primeiros 700m, temível nos 300m até a curva à direita, e boa de novo para os últimos 300m.
- 6 (parte dois) Bourghelles até Wannehain

Comprimento - 1.100m.
Utilizado pela primeira vez em 1992. Uma ligeira subida seguida de uma ligeira descida.
Classificação: .
Muito bom estado na primeira metade e, em seguida, difícil de guiar na segunda metade por causa de sua superfície irregular. Parcialmente repavimentada com paralelepípedos da velha estrada em Péronne-en-Mélantois substituída pela Paris-Roubaix nos anos 1950.

### 5 - Camphin-en-Pévèle
Comprimento - 1.800m.
Utilizado pela primeira vez em 1980. Em forma de L, descendo de 52 até 50m. A faixa direita no meio é difícil por causa da lama.
Classificação: .  Bastante deslocado mas temível nos últimos 300m.

### 4 - Camphin-en-Pévèle até Carrefour de l'Arbre
Comprimento - 2.100m.
Utilizado pela primeira vez em 1980. Uma seção em forma de L subindo de 48 para 51m. Plana por 1.200m, em seguida uma curva difícil à esquerda levando a uma ligeira subida.
Classificação: . Alterna boas e más seções. A seção antes da curva, que leva ao restaurante, é particularmente ruim e difícil de guiar.

### 3 - Le Carrefour de l'Arbre até Gruson

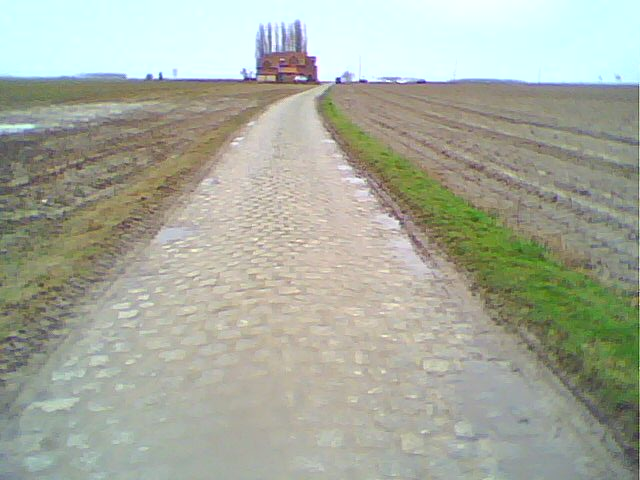
Segunda metade do setor 4, Le Carrefour de l'Arbre, leva ao Cafe de l'Arbre

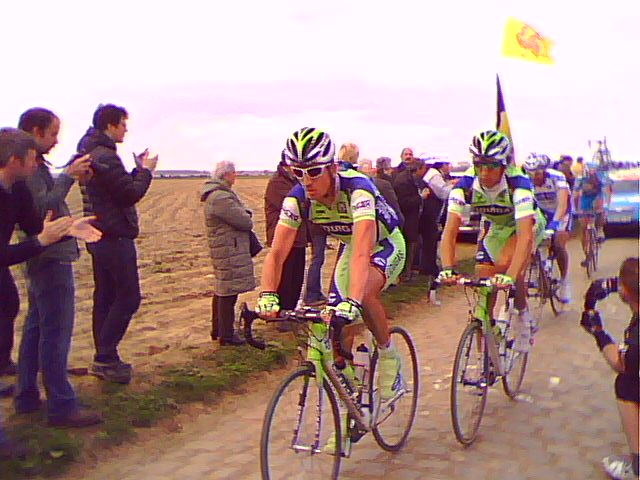
Frederik Willems e Filippo Pozzato da equipe Team Liquigas aproximam-se da 'Carrefour de l'Arbre' em 2008.

Le Carrefour de l'Arbre (ou Pavé de Luchin) é a quarta seção de pavé antes da chegada em Roubaix. Seus 2,1 km são classificados no mais alto nível de dificuldade, cinco estrelas. A encruzilhada (carrefour) está em um terreno aberto entre Gruson e Camphin-en-Pévèle. 50° 35′ N, 3° 14′ L
A rota sai a oeste de Camphin-en-Pévèle ao longo da Rue de Cysoing até Camphin de l'Arbre. A primeira metade é uma série de curvas, em seguida, um pavê irregular até Luchin. A segunda metade termina no restaurante Café de L'Arbre e ainda tem mais pavê. Uma acentuada curva para Gruson sinaliza o início do setor 3, embora esta tenha sido algumas vezes incluída no setor 4.
O setor Carrefour de l'Arbre / Pavé de Luchin tem se mostrado frequentemente decisivo. Devido à sua proximidade com Roubaix (15 km) e a dificuldade cumulativa, mesmo assim é considerado menos desafiador do que o Trouée d'Arenberg. O líder na passagem do Café tem uma boa chance de liderar no velódromo, como Fabian Cancellara fez em 2006 e Stuart O'Grady em 2007. Como a última área em que um arremate pode revelar-se decisivo, ela é popular entre os espectadores.
Este setor de 1.100m, que foi usado pela primeira vez em 1978, desce de 50m para 45m em linha reta. Foi também incorporada ao estágio 3 da Tour de France de 2004, entre Waterloo e Wasquehal.
Classificação: 

### 2 - Hem
Acredita-se que este setor de 1.400 m setor foi usado pela primeira vez em 1968, mas talvez remonte à década de 1950. A sinuosa seção sobe de 25m para 30m, repleta de curvas. Em 2004, Johann Museeuw sofreu um estiramento neste trecho, o que lhe custou a chance de disputar o sprint para igualar o recorde da quarta vitória.
Classificação: . Muito bom estado, por vezes deslocada, mas os ciclistas tem duas faixas de vegetação para evitar os buracos que causam frequentes acidentes.

### 1 - Roubaix, Espace Charles Crupelandt - O último trecho de paralelepípedo
O último trecho de paralelepípedo antes do estádio tem o nome de um piloto local, Charles Crupelandt, que venceu em 1912 e 1914. O organizador do Tour de France, Henri Desgrange, previu que ele iria vencer a corrida. Ele foi então para a guerra e voltou como um herói, com a Croix de Guerre. Após três anos de paz, no entanto, ele cometeu um crime e foi considerado culpado pelo tribunal. A Union Vélocipédique o baniu por toda a vida, possivelmente a pedido dos rivais no ciclismo.
Crupelandt correu novamente, mas registrado por uma associação não oficial de ciclismo, pela qual ele venceu os campeonatos nacionais em 1922 e 1923. Ele morreu em 1955, cego e com ambas as pernas amputadas.
Este setor de 300m, que desce de 32m para 27m, é informalmente conhecido como a "Chemin des Géants" (Estrada dos Gigantes). Ele foi utilizado pela primeira vez em 1996, tendo sido criada para o centenário, deixando uma faixa de bom calçamento no centro da ampla avenida Alfred Motte. Espalhados nos paralelepípedos estão placas para cada vencedor da corrida, os gigantes.
Classificação: . Excelentes condições.

### O final

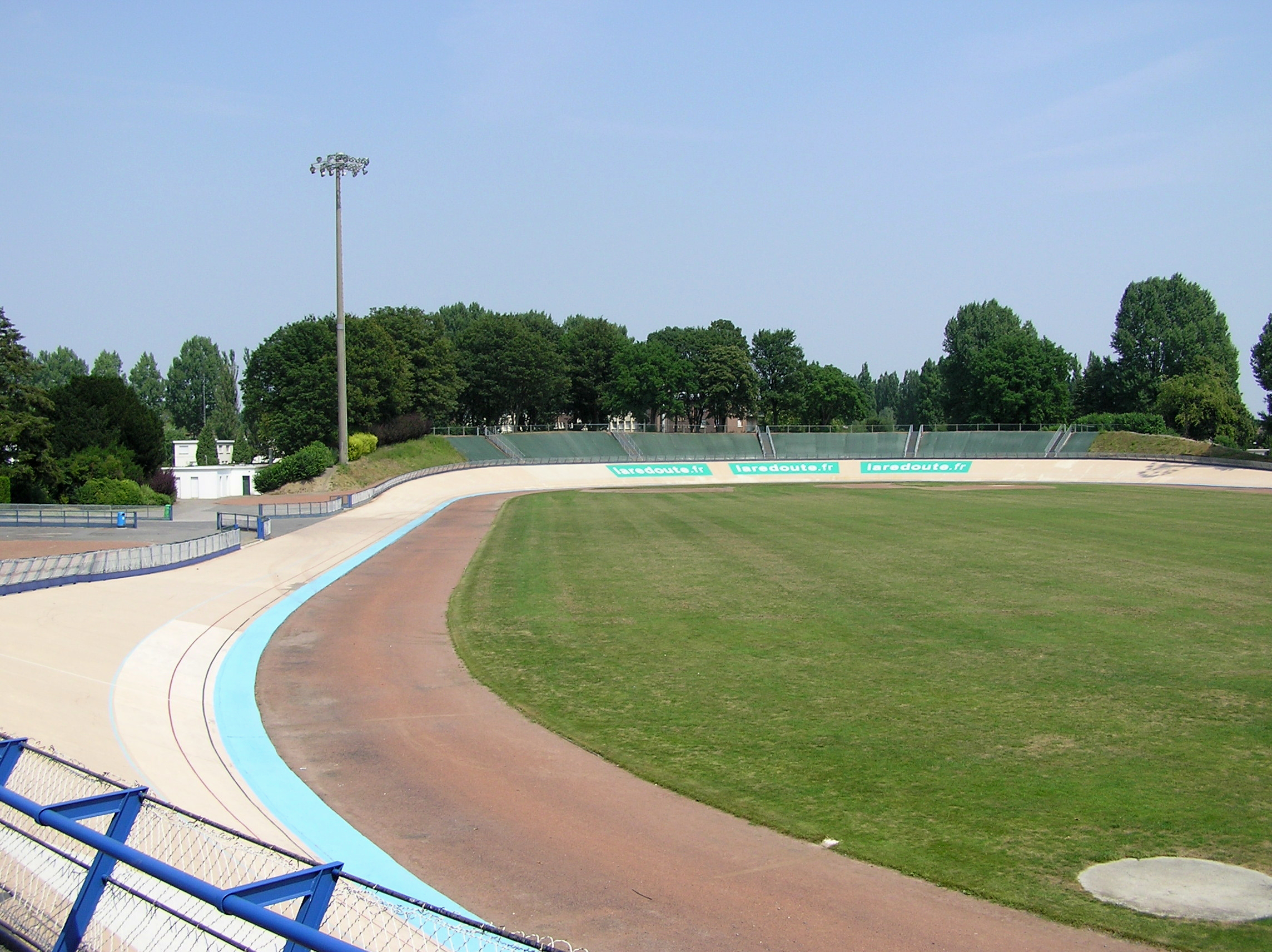
Os últimos 750m são no velódromo de Roubaix

Até 1914 o final era na pista original em Croix, onde a clínica Parc agora se localiza. Desde então foram vários os locais de chegada:
- 1896–1914: Rue Verte/route d'Hempempont, Croix, Roubaix
- 1919: avénue de Jussieu, Roubaix, atrás do diário
- 1920–1921: Estádio Jean Dubrulle, Roubaix
- 1922–1928: avénue des Villas (hoje avénue Gustave Delory), Roubaix
- 1929: Stade Amédée Prouvost, Wattrelos
- 1930–1934: avénue des Villas, Roubaix
- 1935–1936: Hipódromo de Flandres, Marcq
- 1937–1939: avénue Gustave Delory (antiga avénue des Villas), Roubaix
- 1943–1985: Velódromo de Roubaix
- 1986–1988: avenue des Nations-Unies
- 1989–2008: Velódromo de Roubaix

A chegada foi movida para o estádio atual em 1943, e permaneceu por lá com exceção aos anos de 1986, 1987 e 1988 quando foi utilizada a avenue des Nations-Unies, em frente aos escritórios de La Redoute, a empresa de correspondências que patrocinava a prova.
O vestiário dentro do velódromo é característico pelas baias abertas com três lados, paredes baixas de concreto, cada uma com uma placa de bronze comemorando um vencedor. Estes incluem Peter van Petegem, Eddy Merckx, Roger De Vlaeminck, Rik van Looy and Fausto Coppi.
| “ | Quando e estou no chuveiro em Roubaix, eu começo a preparação para o próximo ano. - Tom Boonen, 2004. | ” |

Uma placa comemorativa na 37 avenue Gustave Delory homenageia Émile Masson Jr., o último a vencer ali.

## Bicicletas
A Paris-Roubaix representa um desafio técnico para os atletas, pessoal da equipa e equipamento. Frequentemente são usados quadros e rodas especiais. Alguns atletas usam pneus mais largos, freios cantilever e manetes duplos de freios. Muitas equipes colocam pessoas em vários pontos do percurso com rodas, equipamentos e bicicletas sobressalentes para prestar ajuda aos competidores em trechos que não são acessíveis para os carros.
André Mahé, vencedor de 1948, disse que esta especialização é recente:
| “ | … [Em 1948] Nós corríamos com as mesmas bicicletas que utilizávamos no resto do ano. Não tínhamos a necessidade de mudá-las, pois elas eram muito menos rígidas do que as bicicletas atuais. Os quadros se movimentavam por inteiro. Quando eu atacava, podia sentir o movimento central oscilar abaixo de mim. Por outro lado, nós tínhamos mais trechos de paralelepípedo. As pessoas falam sobre a quantidade de trechos de paralelepípedo que existe hoje, mas quando eles terminam, voltam para estradas asfaltadas. | ” |

Em todo caso, os ciclistas improvisam. Depois da Segunda Guerra Mundial muitos tentaram utilzar aros de madeira do tipo dos usados no início das competições de ciclismo. Francesco Moser embrulhou seu guidão com tiras de espuma nos anos 1970. Gilbert Duclos-Lasalle and Greg LeMond experimentaram usar suspensão dianteira nos anos 1990.
Alguns dos melhores ciclistas profissionais recebem quadors especiais que garantem maior estabilidade e conforto. Diferentes materias tornam a pedalada mais confortável. Tom Boonen usou um quadro da marca Time com uma maior distância entre eixos pela primeira vez na edição de 2005 da qual sagrou-se vencedor e desde então countiua a se utilizar deste artifício. George Hincapie teve um quadro com um elastômero de 2 mm inserido no topo do seat stay de seu quadro. O fabricante afirmava que este absorveria quase toda a vibração proveniente do calçamento. A bicicleta de Hincapie da marca Trek não teve um bom desempenho em 2006: a espiga de alumínio de sua bicicleta quebrou quando faltavam 46 km para o final, causando sua queda e, consequentemente, ferindo seu ombro.
A bicicleta feita para Peter van Petegem em 2004 era uma Time. A distância entre o movimento central e o eixo traseiro era de 419 mm ao invés dos normais 403 mm, enquanto a distância do movimento central para o cubo dianteiro era de 605 mm ao invés de 600 mm. O comprimento do garfo dianteiro era de 372 mm e não 367,5 mm e os garfos possuiam espaço para o uso de pneus de 28 mm. Os pinhões eram de aço ao invés de liga de metais e a espiga foi cortada 5 mm mais alta do que o normal caso se fosse necessário levantar o guidão antes da largada.
As péssimas estradas frequentemente causam furos nos pneus. Uma frota de 5 motociclistas e quatro carros providencia pneus sobressalentes independentemente da equipa a que pertençam Yves Hézard da Mavic, empresa fabricante de rodas e pneus para bicicletas que proporciona esta cobertura disse:
A cada ano nós trocamos menos rodas, pois as rodas e pneus estão cada vez melhores. Nos trocamos cerca de 20 rodas hoje. Há cinco anos era muito pior - nós imaginamos que eram cerca de 100 rodas. Os pneus esta se tornando muito melhores que antigamente. Então, sim, nosso trabalho é mais fácil, exceto que a prova é geralmente mais rápida agora, então nós estamos sob um pouco mais de pressão. Todos os anos há novos tipos de marchas, quadros de alumínio, quadros de titânio, então está ficando mais complexo para nós oferecermos um serviço neutro. Nós temos uma lista no carro de quem está usando Mavic ou Shimano ou Campagnolo; no momento que alguém tem um pneu furado nós precisamos pensar em uma série de coisas ao mesmo tempo. É um quadro de titânio ou carbono ou aço?

## Controvérsias

### 1907 - O gendarme errado
Em 1907, Georges Passerieu abriu uma fuga de um pequeno grupo de competidores próximo a Douai, pois sabia que não teria condições de responder aos sprints caso todos terminassem agrupados. Ele foi perseguido por todo o caminho até Roubaix pelo belga Cyrille van Hauwaert, e a tensão era alta no velódromo. O público ouviu que Passarieu havia alcançado o estádio, mas ninguém entrava na pista. Quando o líder estava para entrar, um gendarme entrou no seu caminho para verificar se seu bicicleta possuía a placa obrigatória anexada. Passarieu, que já tinha tido um dia muito difícil, somente conseguiu prosseguir após um discussão acalorada.

### 1930 - O time errado
Na edição de 1930, Jean Maréchal terminou a prova 24 segundos à frente do belga Julien Vervaeche, mas foi removido para o segundo lugar pois, quando Maréchal tentava ultrapassar Vervaecke, este caiu numa vala. De acordo com alguns espectadores, Maréchal teria atingido o ombro do belga e causado sua queda. Jacques Augendre, historiador do Tour de France, disse que Maréchal, então com 20 anos, "competia individualmente representando Colin, um pequeno fabricante de bicicletas, e chegou sozinho à Roubaix. Sua alegria teve vida curta. Arbitrariamente acusado de ter provocado a queda de Julien Vervaecke, com quem tinha empreendido uma fuga, ele foi desclassificado sem sequer ser ouvido. Detalhe importante: Vervaecke pertencia a toda-poderosa equipe Alcyon, gerida pelo não menos poderoso Ludovic Feullet…"

### 1934 - A bicicleta errada
Roger Lapébie foi desclassificado da edição de 1934 por ter trocado de bicicletas. O segundo colocado Gaston Rebry, foi agraciado com a vitória, quando os oficiais descobriram que faltava um adesivo da prova na bicicleta de Lapébie.

### 1936 - O homem errado
Em 1936, o belga, Romain Maes, parecia ter vencido a prova, porém juízes declararam o francês Georges Speicher vencedor e Maes em segundo lugar. A gritaria começou na arquibancada, e por um momento, parecia que uma briga estava por começar, mas a calma voltou e o resultado foi acolhido. Um belga pode não ter vencido, mas entre os dez primeiros colocados havia sete belgas.

### 1949 - O caminho errado
O resultado da prova de 1949 levou vários meses e duas conferências internacionais para ser definido. André Mahé foi primeiro, mas sua vitória foi contestada porque ele tomou o caminho errado. Mahé empreendia uma fuga de outros três competidores que haviam alcançado o velódromo de Roubaix na liderança, mas foi confundido pelos oficiais e entrou no velódromo pelo portão errado. Mahé foi declarado o vencedor, no entanto poucos minutos depois outros competidores chegaram utilizando o rota correta e Serse Coppi, irmão do famoso Fausto Coppi, ganhou no sprint, o que imaginava tratar-se de posições intermediárias. Depois de um protesto e vários meses, Serse Coppi foi declarado vencedor juntamento com Mahé.
C'est trop bête d'en parler (É demasiado estúpido para falar sobre). Houve uma fuga. Coppi atacou. Seu irmão Fausto deu-lhe um empurrão para ajudá-lo. Ele queria que seu irmão vencesse. Eu esperei um pouco e então ataquei e o alcancei e à fuga. Então eu ataquei. E iria ganhar a Paris-Roubaix. Na entrada no velódromo, havia pessoas por todo o lado bloqueando o caminho. Eu olhei em volta procurando por onde ir e fui orientado a contornar a parede externa da pista, até onde os carros dos times deviam estacionar. Não era como os tempos atuais, quando existe televisão e tudo isso. Na época era mais caótico e toda a estrada era bloqueada. Disseram-me que eu deveria saber o caminho para entrar na pista. Mas como você pode saber uma coisa dessa no final da Paris-Roubaix, quando você percorreu todo o dia por estradas como aquelas? Um gendarme sinalizou o caminho a percorrer, e é por este caminho que eu fui.
Foi um jornalista em uma motocicleta que chegou até mim. Ele gritava 'Não por aí! Não por aí!' E eu dei a volta na estrada e ao pé da parede externa da arquibancada e e vi o portão que entrava na pista, o portão para os jornalistas. E foi por aí que eu fui, no entanto ele saía no lado oposto a da entrada correta para a pista. O grupo chegou e Serse ganhou no sprint. Mas seu irmão disse a Serse para reclamar junto aos juizes. Ele disse a Serse que eu não havia percorrido precisamente todo o percurso e que, por esse motivo, eu deveria ser déclassé. Mas isso foi indigno dele. Coppi queria que seu irmão obtivesse uma grande vitória. Ele era um grande campeão, Coppi, mas fazer o que ele fez, protestar deste modo para conseguir um vitória para seu irmão, isso não é digno de um campeão. Isto era indigno dele. Um campeão como ele nunca deveria ter se rebaixado tanto. Eu nunca conversei com ele sobre isso. Nunca. Por que deveria?

### 1981 - A corrida errada
Em 1981, após vencer a prova em sua primeira participação, Bernard Hinault disse: 
| “ | Paris-Roubaix est une connerie - "Paris-Roubaix é uma besteira" ou "Paris-Roubaix é pura estupidez". | ” |

 A outra única vez que ele participou foi no ano seguinte, defendendo o título. Quando foi criticado, ele disse: "Eu não quero entrar nos seus escritórios e dizer às pessoas que trabalhem mais, ainda assim as pessoas me pedem para ser o mais forte nos paralelepípedos." Hinault teve sete quedas naquela prova, incluindo uma a 13 km da chegada quando um pequeno cão preto de nome Gruson escapou de sua coleira e correu para debaixo da sua roda. Hinault tinha sido claro com Roger de Vlaeminck, Hennie Kuiper e Dirk de Meyer. O incidente deixou Hinault furioso e ele correu para alcançar os outros e ganhou em Roubaix.
Ele não foi a primeira estrela a rejeitá-la. Jacques Anquetil chamou-a de loteria depois de ter seu pneu furado a 13 km da chegada em 1958 e nunca mais a levou a sério.
Em 2002, dentre os ciclistas que estavam classificados como top 20 pela UCI, apenas Jens Voigt e Erik Zabel se alinharam para a largada. No ano seguinte somente Zabel estava lá. Em 2004, também ele deixou de participar. Philippe Brunel escreveu no L'Équipe:
Nós não chegaremos ao ponto de dizer que [Hinault], cinco vezes campeão do Tour - que todo ano entrega ao vencedor seu "paralelepípedo de celebração" em nome dos organizadores - tenha contribuído para o enfraquecimento [Paupérisation] da Rainha das Clássicas, o que o ofenderia, mas suas palavras contribuiram para a rejeição, ou indiferença, daqueles que se mantém longe da prova. O fato não é novo mas o fenômeno está piorando e é relativo. O pelotão de ausentes é grande a ponto de a Paris-Roubaix ser destinada apenas para um pequeno grupo de especialistas…principamente os belgas, capazes de manter alta velocidade nos paralelepípedos.

### 2006 - O trem errado
Em 2006 Leif Hoste, Peter van Petegem e Vladimir Gusev foram desclassificados por atravessar um cruzamento de trens fechado 10 km antes da chegada e bem a frente do comboio que se aproximava. O vencedor foi Fabian Cancellara e as outras posições do pódium foram herdadas por Tom Boonen e Alessandro Ballan.
| “ | Eu conheço as regras, sim, mas eu não sei porque ninguém nos parou, e porque ninguém nos disse nada nos 10 km que se seguiram. Tudo isso para nos dizer somente dois minutos antes de ir para o podium que havíamos sido desclassificados. Cancellara mereceu a vitória mas, para mim, eu sempre serei o segundo colocado, ainda que tenha sido desclassificado. | ” |

| “ | "É uma loucura. Na Bélgica, o trem teria sido parado" - Peter van Petegem, Abril 2006 | ” |

## Comentários

### Theo de Rooij
O canal de televisão estadunidense CBS cobriu a Paris-Roubaix na década de 1980. Theo de Rooij, um neerlandês, era considerado uma promessa para a vitória na edição de 1985, mas então sofreu um acidente, perdendo a chance de vencer. Coberto de lama, ele externou seus pensamentos para o jornalista John Tesh após a prova:
"É uma besteira, esta corrida!” disse de Rooij. “Você trabalha feito um animal, não tem nem tempo de mijar, você faz nas suas calças. Você está pedalando em lama como essa, você escorrega... é um monte de merda.”
Quando foi perguntado se correria a prova novamente, de Rooij respondeu:
“Claro, é a mais bela corrida do mundo!”

### Outras observações
- "Uma Paris-Roubaix sem chuva não é uma Paris-Roubaix de verdade. Coloque um pouco de neve também, não é sério." - Sean Kelly[60]

- "Deixe-me dizer-lhe - há uma diferença enorme entre Flanders e a Paris-Roubaix. Elas não estão nem próximas de parecerem-se. Em uma, os paralelepípedos são utilizados diariamente por carros, e têm manutenção, e coisas do tipo. A outra - é completamente diferente... O melhor que eu posso fazer é descrevê-la deste modo - eles aram uma estrada de terra, sobrevoam ela com helicóptero, e então apenas jogam um monte de rochas do helicóptero! Esta é a Paris-Roubaix. É ruim deste jeito - é ridículo." - Chris Horner[61]

- "Esta é a prova que eu me encaixo quando estou num bom dia. Por outro lado, se você não tem pernas, este é o pior local que você poderia estar." - Jo Planckaert, 2004[62]

- "É um circo, e eu não quero ser um dos palhaços." - Chris Boardman (Falando antes da largada para a Eurosport britânica).[63]

## Les Amis de Paris-Roubaix
Les Amis de Paris-Roubaix - os "amigos" da prova - é um grupo de entusiastas fundado por Jean-Claude Vallaeys em 1983. Ele tem sua base na França, no entanto é aberto para membros de todo o mundo. Suas raízes remetem à Paris-Roubaix Cyclo-Touriste de 1972. Em 1982 já eram 7.242 participantes. Neste e em outros eventos que utilizam o percurso, uma petição para o salvamento dos paralelepípedos conseguiu coletar 10.000 assinaturas. Jean-Claude Vallaeys, Jean-François Pescheux e o Vélo-club de Roubaix, que foi fundado em 1966 por Vallaeys , formaram o Les Amis de Paris-Roubaix em 1982 em uma exposição fotográfica na Maison du Nord-Pas de Calais em Paris.
Seu objetivo era encontrar trechos suficientes de estradas de paralelepípedos para preservar a natureza da prova. Tantas foram as estradas que foram repavimentadas que, como disseram os organizadores, havia o risco de que a prova se transformasse em uma corrida rápida em boas estradas e a vitória seria dos sprinters, ao invés daqueles que teriam enfrentado o inferno. Alain Bernard, que sucedeu a Vallaeys, diz: "Nós tivemos sucesso nisto. Hoje, a associação procura manter estes caminhos lendários, trabalhando com as administrações locais para preservá-las. Mas, ao mesmo tempo, nós também realizamos outras ações para preservar o valor da corrida, acumulando uma impressionante coleção de documentos, organizando exposições, homenageando ex-vencedores, explorando turisticamente a rota."
Les Amis dizem que já está tarde para salvar o setor de Bersée, que foi retirado do percurso da prova por conta de seu perigoso estado em 2007. A situação está se tornando crítica, dizem eles, no Pont Gibus de Wallers, no Mons-en-Pévèle, Pont Thibaut em Ennevelin, na seção de pavé de Duclos-Lasalle em Cysoing e em Camphin-en-Pévèle.

## Vencedores e recordes

### Vencedores por ano
| Ano                                                       | Vencedor                | Segundo                 | Terceiro             |           |
| --------------------------------------------------------- | ----------------------- | ----------------------- | -------------------- | --------- |
| 1896                                                      | Josef Fischer           | Charles Meyer           | Maurice Garin        |           |
| 1897                                                      | Maurice Garin           | Mathieu Cordang         | Michel Frédérick     |           |
| 1898                                                      | Maurice Garin           | Auguste Stéphane        | Édouard Wattelier    |           |
| 1899                                                      | Albert Champion         | Paul Bor                | Ambroise Garin       |           |
| 1900                                                      | Émile Bouhours          | Josef Fischer           | Maurice Garin        |           |
| 1901                                                      | Lucien Lesna            | Ambroise Garin          | Lucien Itsweire      |           |
| 1902                                                      | Lucien Lesna            | Édouard Wattelier       | Ambroise Garin       |           |
| 1903                                                      | Hippolyte Aucouturier   | Claude Chapperon        | Louis Trousselier    |           |
| 1904                                                      | Hippolyte Aucouturier   | César Garin             | Lucien Pothier       |           |
| 1905                                                      | Louis Trousselier       | René Pottier            | Henri Cornet         |           |
| 1906                                                      | Henri Cornet            | Marcel Cadolle          | René Pottier         |           |
| 1907                                                      | Georges Passerieu       | Cyrille Van Hauwaert    | Louis Trousselier    |           |
| 1908                                                      | Cyrille Van Hauwaert    | Georges Lorgeou         | François Faber       |           |
| 1909                                                      | Octave Lapize           | Louis Trousselier       | Jules Masselis       |           |
| 1910                                                      | Octave Lapize           | Cyrille Van Hauwaert    | Eugène Christophe    |           |
| 1911                                                      | Octave Lapize           | Alphonse Charpiot       | Cyrille Van Hauwaert |           |
| 1912                                                      | Charles Crupelandt      | Gustave Garrigou        | Maurice Léturgie     |           |
| 1913                                                      | François Faber          | Charles Deruyter        | Charles Crupelandt   |           |
| 1914                                                      | Charles Crupelandt      | Louis Luguet            | Louis Mottiat        |           |
| 1915-1918 edições canceladas pela Primeira Guerra Mundial |                         |                         |                      |           |
| 1919                                                      | Henri Pélissier         | Philippe Thys           | Honoré Barthélémy    |           |
| 1920                                                      | Paul Deman              | Eugène Christophe       | Lucien Buysse        |           |
| 1921                                                      | Henri Pélissier         | Francis Pélissier       | Léon Scieur          |           |
| 1922                                                      | Albert Dejonghe         | Jean Rossius            | Émile Masson         |           |
| 1923                                                      | Henri Suter             | René Vermandel          | Félix Sellier        |           |
| 1924                                                      | Jules Van Hevel         | Maurice Ville           | Félix Sellier        |           |
| 1925                                                      | Félix Sellier           | Pietro Bestetti         | Jules Van Hevel      |           |
| 1926                                                      | Julien Delbecque        | Gustaaf Van Slembrouck  | Gaston Rebry         |           |
| 1927                                                      | George Ronsse           | Joseph Curtel           | Charles Pélissier    |           |
| 1928                                                      | André Leducq            | George Ronsse           | Charles Meunier      |           |
| 1929                                                      | Charles Meunier         | George Ronsse           | Aimé Deolet          |           |
| 1930                                                      | Julien Vervaecke        | Jean Maréchal           | Antonin Magne        |           |
| 1931                                                      | Gaston Rebry            | Charles Pélissier       | Émile Decroix        |           |
| 1932                                                      | Romain Gijssels         | George Ronsse           | Herbert Sieronski    |           |
| 1933                                                      | Sylvère Maes            | Julien Vervaecke        | Léon Le Calvez       |           |
| 1934                                                      | Gaston Rebry            | Jean Wauters            | Frans Bonduel        |           |
| 1935                                                      | Gaston Rebry            | André Leducq            | Jean Aerts           |           |
| 1936                                                      | Georges Speicher        | Romain Maes             | Gaston Rebry         |           |
| 1937                                                      | Jules Rossi             | Albert Hendrickx        | Noël Declercq        |           |
| 1938                                                      | Lucien Storme           | Louis Hardiquest        | Marcel Van Houtte    |           |
| 1939                                                      | Émile Masson junior     | Marcel Kint             | Roger Lapébie        |           |
| 1940-1943 edições canceladas pela Segunda Guerra Mundial  |                         |                         |                      |           |
| 1943                                                      | Marcel Kint             | Jules Lowie             | Louis Thiétard       |           |
| 1944                                                      | Maurice Desimpelaere    | Jules Rossi             | Louis Thiétard       |           |
| 1945                                                      | Paul Maye               | Lucien Teisseire        | Kléber Piot          |           |
| 1946                                                      | Georges Claes           | Louis Gauthier          | Lucien Vlaemynck     |           |
| 1947                                                      | Georges Claes           | Adolf Verschueren       | Louis Thiétard       |           |
| 1948                                                      | Rik Van Steenbergen     | Émile Idée              | Georges Claes        |           |
| 1949                                                      | Serse Coppi André Mahé  |                         | Frans Leenen         |           |
| 1950                                                      | Fausto Coppi            | Maurice Diot            | Fiorenzo Magni       |           |
| 1951                                                      | Antonio Bevilacqua      | Louison Bobet           | Rik Van Steenbergen  |           |
| 1952                                                      | Rik Van Steenbergen     | Fausto Coppi            | André Mahé           |           |
| 1953                                                      | Germain Derycke         | Donato Piazza           | Wout Wagtmans        |           |
| 1954                                                      | Raymond Impanis         | Stan Ockers             | Marcel Rijckaert     |           |
| 1955                                                      | Jean Forestier          | Fausto Coppi            | Louison Bobet        |           |
| 1956                                                      | Louison Bobet           | Fred De Bruyne          | Jean Forestier       |           |
| 1957                                                      | Fred De Bruyne          | Rik Van Steenbergen     | Leon Vandaele        |           |
| 1958                                                      | Leon Vandaele           | Miguel Poblet           | Rik Van Looy         |           |
| 1959                                                      | Noël Foré               | Gilbert Desmet          | Marcel Janssens      |           |
| 1960                                                      | Pino Cerami             | Tino Sabbadini          | Miguel Poblet        |           |
| 1961                                                      | Rik Van Looy            | Marcel Janssens         | René Vanderveken     |           |
| 1962                                                      | Rik Van Looy            | Emile Daems             | Frans Schoubben      |           |
| 1963                                                      | Emile Daems             | Rik Van Looy            | Jan Janssen          |           |
| 1964                                                      | Peter Post              | Benoni Beheyt           | Yvo Molenaers        |           |
| 1965                                                      | Rik Van Looy            | Edward Sels             | Willy Vannitsen      |           |
| 1966                                                      | Felice Gimondi          | Jan Janssen             | Gustaaf De Smet      |           |
| 1967                                                      | Jan Janssen             | Rik Van Looy            | Rudi Altig           |           |
| 1968                                                      | Eddy Merckx             | Herman Van Springel     | Walter Godefroot     |           |
| 1969                                                      | Walter Godefroot        | Eddy Merckx             | Willy Vekemans       |           |
| 1970                                                      | Eddy Merckx             | Roger De Vlaeminck      | Eric Leman           |           |
| 1971                                                      | Roger Rosiers           | Herman Van Springel     | Marino Basso         |           |
| 1972                                                      | Roger De Vlaeminck      | André Dierickx          | Barry Hoban          |           |
| 1973                                                      | Eddy Merckx             | Walter Godefroot        | Roger Rosiers        |           |
| 1974                                                      | Roger De Vlaeminck      | Francesco Moser         | Marc Demeyer         |           |
| 1975                                                      | Roger De Vlaeminck      | Eddy Merckx             | André Dierickx       |           |
| 1976                                                      | Marc Demeyer            | Francesco Moser         | Roger De Vlaeminck   |           |
| 1977                                                      | Roger De Vlaeminck      | Willy Teirlinck         | Freddy Maertens      |           |
| 1978                                                      | Francesco Moser         | Roger De Vlaeminck      | Jan Raas             |           |
| 1979                                                      | Francesco Moser         | Roger De Vlaeminck      | Hennie Kuiper        |           |
| 1980                                                      | Francesco Moser         | Gilbert Duclos-Lassalle | Dietrich Thurau      |           |
| 1981                                                      | Bernard Hinault         | Roger De Vlaeminck      | Francesco Moser      |           |
| 1982                                                      | Jan Raas                | Yvon Bertin             | Gregor Braun         |           |
| 1983                                                      | Hennie Kuiper           | Gilbert Duclos-Lassalle | Francesco Moser      |           |
| 1984                                                      | Sean Kelly              | Rudy Rogiers            | Alain Bondue         |           |
| 1985                                                      | Marc Madiot             | Bruno Wojtinek          | Sean Kelly           |           |
| 1986                                                      | Sean Kelly              | Rudy Dhaenens           | Adri van der Poel    |           |
| 1987                                                      | Eric Vanderaerden       | Patrick Versluys        | Rudy Dhaenens        |           |
| 1988                                                      | Dirk Demol              | Thomas Wegmüller        | Laurent Fignon       |           |
| 1989                                                      | Jean-Marie Wampers      | Dirk De Wolf            | Edwig Van Hooydonck  |           |
| 1990                                                      | Eddy Planckaert         | Steve Bauer             | Edwig Van Hooydonck  |           |
| 1991                                                      | Marc Madiot             | Jean-Claude Colotti     | Carlo Bomans         |           |
| 1992                                                      | Gilbert Duclos-Lassalle | Olaf Ludwig             | Johan Capiot         |           |
| 1993                                                      | Gilbert Duclos-Lassalle | Franco Ballerini        | Olaf Ludwig          |           |
| 1994                                                      | Andrei Tchmil           | Fabio Baldato           | Franco Ballerini     |           |
| 1995                                                      | Franco Ballerini        | Andrei Tchmil           | Johan Museeuw        |           |
| 1996                                                      | Johan Museeuw           | Gianluca Bortolami      | Andrea Tafi          |           |
| 1997                                                      | Frédéric Guesdon        | Jo Planckaert           | Johan Museeuw        |           |
| 1998                                                      | Franco Ballerini        | Andrea Tafi             | Wilfried Peeters     |           |
| 1999                                                      | Andrea Tafi             | Wilfried Peeters        | Tom Steels           |           |
| 2000                                                      | Johan Museeuw           | Peter Van Petegem       | Erik Zabel           |           |
| 2001                                                      | Servais Knaven          | Johan Museeuw           | Romāns Vainšteins    |           |
| 2002                                                      | Johan Museeuw           | Steffen Wesemann        | Tom Boonen           |           |
| 2003                                                      | Peter Van Petegem       | Dario Pieri             | Viatcheslav Ekimov   |           |
| 2004                                                      | Magnus Bäckstedt        | Tristan Hoffman         | Roger Hammond        |           |
| 2005                                                      | Tom Boonen              | George Hincapie         | Juan Antonio Flecha  |           |
| 2006                                                      | Fabian Cancellara       | Tom Boonen              | Alessandro Ballan    |           |
| 2007                                                      | Stuart O'Grady          | Juan Antonio Flecha     | Steffen Wesemann     |           |
| 2008                                                      | Tom Boonen              | Fabian Cancellara       | Alessandro Ballan    |           |
| 2009                                                      | Tom Boonen              | Filippo Pozzato         | Thor Hushovd         |           |
| 2010                                                      | Fabian Cancellara       | Thor Hushovd            | Juan Antonio Flecha  |           |
| 2011                                                      | Johan Vansummeren       | Fabian Cancellara       | Maarten Tjallingii   |           |
| 2012                                                      | Tom Boonen              | Sébastien Turgot        | Alessandro Ballan    |           |
| 2013                                                      | Fabian Cancellara       | Sep Vanmarcke           | Niki Terpstra        |           |
| 2014                                                      | Niki Terpstra           | John Degenkolb          | Fabian Cancellara    |           |
| 2015                                                      | John Degenkolb          | Zdeněk Štybar           | Greg Van Avermaet    |           |
| 2016                                                      | Mathew Hayman           | Tom Boonen              | Ian Stannard         |           |
| 2017                                                      | Greg Van Avermaet       | Zdeněk Štybar           | Sebastian Langeveld  |           |
| 2018                                                      | Peter Sagan             | Silvan Dillier          | Niki Terpstra        |           |
| 2019                                                      | Philippe Gilbert        | Nils Politt             | Yves Lampaert        |           |
| 2020                                                      | cancelado               | cancelado               | cancelado            | cancelado |
| 2021                                                      | Sonny Colbrelli         | Florian Vermeersch      | Mathieu van der Poel |           |
| 2022                                                      | Dylan van Baarle        | Wout van Aert           | Stefan Küng          |           |
| 2023                                                      | Mathieu van der Poel    | Jasper Philipsen        | Wout van Aert        |           |
| 2024                                                      | Mathieu van der Poel    | Jasper Philipsen        | Mads Pedersen        |           |
| 2025                                                      | Mathieu van der Poel    | Tadej Pogačar           | Mads Pedersen        |           |

### Ciclistas com mais vitórias
| - 4 vitórias (2) : - Roger De Vlaeminck (1972, 1974, 1975, 1977) - Tom Boonen (2005, 2008, 2009, 2012) - 3 vitórias (8) : - Octave Lapize (1909, 1910, 1911) - Gaston Rebry (1931, 1934, 1935) - Rik Van Looy (1961, 1962, 1965) - Eddy Merckx (1968, 1970, 1973) - Francesco Moser (1978, 1979, 1980) - Johan Museeuw (1996, 2000, 2002) - Fabian Cancellara (2006, 2010, 2013) - Mathieu van der Poel (2023, 2024, 2025) | - 2 vitórias (11) : - Maurice Garin (1897, 1898) - Lucien Lesna (1901, 1902) - Hippolyte Aucouturier (1903, 1904) - Charles Crupelandt (1912, 1914) - Henri Pélissier (1919, 1921) - Georges Claes (1946, 1947) - Rik Van Steenbergen (1948, 1952) - Sean Kelly (1984, 1986) - Marc Madiot (1985, 1991) - Gilbert Duclos-Lassalle (1992, 1993) - Franco Ballerini (1995, 1998) |

### Vitórias por país
Actualizado após edição de 2025
| #   | País          | Vitórias |
| --- | ------------- | -------- |
| 1.  | Bélgica       | 57       |
| 2.  | França        | 28       |
| 3.  | Itália        | 14       |
| 4.  | Países Baixos | 10       |
| 5.  | Suíça         | 4        |
| 6.  | Irlanda       | 2        |
| 6.  | Alemanha      | 2        |
| 6.  | Austrália     | 2        |
| 9.  | Luxemburgo    | 1        |
| 9.  | Suécia        | 1        |
| 9.  | Moldávia      | 1        |
| 10. | Eslováquia    | 1        |

### Edições mais rápidas
| Velocidade média (Distância) | Atleta               | Ano  |
| ---------------------------- | -------------------- | ---- |
| 47,802 km/h (259,7 km)       | Mathieu van der Poel | 2024 |
| 46,92 km/h (259,2 km)        | Mathieu van der Poel | 2025 |
| 46,841 km/h (256,6 km)       | Mathieu van der Poel | 2023 |
| 45,792 km/h (257 km)         | Dylan van Baarle     | 2022 |
| 45,2 km/h (265 km)           | Greg Van Avermaet    | 2017 |
| 45,129 km/h (265 km)         | Peter Post           | 1964 |
| 44,190 km/h (254,5 km)       | Fabian Cancellara    | 2013 |
| 43,612 km/h (246 km)         | Rik Van Steenbergen  | 1948 |
| 43,538 km/h (262 km)         | Pino Cerami          | 1960 |
| 43,522 km/h (245 km)         | Germain Derijcke     | 1953 |
| 43,476 km/h (257,5 km)       | Tom Boonen           | 2012 |
| 43,406 km/h (259,5 km)       | Tom Boonen           | 2008 |
| 43,305 km/h (262 km)         | Johan Museeuw        | 1996 |
| 43,105 km/h (264 km)         | Francesco Moser      | 1980 |

O recorde mantido por Peter Post, foi obtido em um trajeto diferente do atual.

### Outros recordes
- O belga Raymond Impanis completou 16 edições durante os anos de 1947 e 1963 tornando-se o recordista. Servais Knaven e Gilbert Duclos-Lassalle completaram 15 edições.[67]
- Gilbert Duclos-Lassalle tornou-se em 1993 o ciclista velho a ganhar uma edição, possuindo na época 38 anos e 8 meses.[68]
- A vitória por maior diferença de tempo aconteceu em 1970, quando Eddy Merckx derrotou Roger de Vlaeminck por 5 minutos e 21 segundos.[7]
- A vitória por menor margem foi de 1 cm e ocorreu em 1990, entre Eddy Planckaert e Steve Bauer.[7][67]
- A vitória mais lenta aconteceu em 1919, quando Henri Pélissier ganhou a prova após percorrer em 12 horas e 15 minutos as estradas devastadas pela Primeira Grande Guerra.[67]
- A mais longa escapada vitoriosa - 222 km, foi empreendida pelo Belga Dirk Demol e pelo Suíço Thomas Wegmüller em 1988, discutindo a vitória entre os 2 ao sprint.[67]
- A fuga a solo para a vitória mais longa da história é a do belga Andrei Tchmil em 1994.[69]